# Псевдо діячів ОУН та УПА
Псевдонім (грец. ψευδής — «помилковий» і грец. όνομα — «ім'я»), в середовищі ОУН, а згодом і УПА вживалось в скороченому варіанті — псевдо. Таке «помилкове», «несправжнє» ім'я було необхідне в підпільній діяльності. Одна особа в різні періоди могла використовувати кілька псевдо. Водночас, одне псевдо могли мати кілька осіб, оскільки вони могли не знати одне про одного.
Псевдонім мав бути не співзвучним зі справжнім іменем людини, не нагадувати рис зовнішності і характеру та змінювався залежно від місця перебування або при загрозі викриття. Керівник будь-якого рівня не повинен був знати псевдоніми підлеглих нижче, ніж на два ступені.
Цей список формується як база даних про всіх значимих діячів та діячок ОУН та УПА, а також тих, що могли впливати на обставини їх поведінки, дій, що дасть можливість ідентифікувати багатьох осіб, які фігурують в текстах тільки під псевдо, а також усунути деяку плутанину при збігові псевдо.
Коли особа ідентифікована і про неї є стаття у Вікіпедії, то навпроти псевдо вказано тільки її прізвище. Якщо ж особа не ідентифікована або прізвище відоме, але немає статті про неї, то вказані основні відомості (звання, посади, територія та час діяльності), які можуть допомогти в ідентифікації.
Див. ще: Користувач:Albedo/ОУН (імена), Користувач:Albedo/Імена ОУН-УПА

## 0
- «00-2»: Салата Микола
- «0152»: Самчук Зиновій
- «016»: Фрайт Володимир
- «0405»: Литвинчук Іван
- «05»: Слободян Степан
- «082»: Фрайт Володимир

## 1
- «1013»: Іванило Михайло
- «1015»: Степанюк Олександр
- «102/22»: Трач Богдан
- «12»: Трач Богдан
- «1230»: Степанюк Олександр
- «12302»: Степанюк Олександр
- «124»: Николишин Володимир
- «1301»: Депутат Володимир
- «145-а»: Найдич Дмитро
- «15»: Слободян Степан
- «16»: Фрайт Володимир
- «1625»: Бондарчук Михайло
- «172б»: Яцків Богдан
- «179»: Маєвський Анатолій
- «1915»: Степанюк Олександр
- «1920»: Савира Олександр

## 2
- «201»: Савира Олександр
- «22»: Малімон Іван Іванович
- «226»: Сулятицький Мирослав Володимирович
- «230»: Яценко Іван
- «2548»: Савира Олександр
- «257»: Маєвський Анатолій Васильович
- «259»: Маєвський Анатолій Васильович
- «27»: Гонтар Хризанф
- «286»: Неверковець Андрій

## 3
- «320»: Савира Олександр
- «333»: 1) Хасевич Ніл Антонович; 2) Савира Олександр
- «3443»: Савира Олександр

## 4
- «415»: Хома Іван
- «46»: Сітка Олексій
- «477»: Мізерний Василь
- «4860» : Троцюк Григорій

## 5
- «50»: Лаврів Іван
- «5226»: Савира Олександр
- «555»: Лаврів Іван

## 6
- «662/2»: Почигайло Ярослав

## 7
- «7-7»: Ярослав-Василь Косарчин
- «77»: Анатолій Маєвський
- «756»: Ковальчук Панас
- «7604»: Литвинчук Іван

## 8
- «82»: Фрайт Володимир
- «8228»: Литвинчук Іван
- «8776»: Савира Олександр
- «88»: Роман Кравчук
- «888»: Савира Олександр

## 9
- «940»: Анатолій Маєвський
- «9245»: Литвинчук Іван
- «9-98»: Ярослав Дякон
- «96»: Фрайт Володимир
- «98»: Фрайт Володимир
- «999 Г»: Ковальчук Панас

## А
- «А-13»: Юліан Гуляк
- «АГБ»: Фрайт Володимир
- «Адам»: Савира Олександр
- «Адамчук»: Микола Дудич
- «Александр»: Самчук Зиновій
- «Андрієнко»: 1) Олександр Луцький; 2) Дмитро Вітовський
- «Андрій»: 1) Мирон-Орлик Дмитро; 2) Микола Вовк; 3) Осип Безпалько; 4) Заборовець Федір
- «Андрій Плеховський»: Павло Ґаба
- «Андрій-Шум»: курінний ВО «Умань»
- «Андрух»: Гайвас Ярослав
- «Антон»: 1) Білик Іван; 2) Хадай Дмитро
- «Ар»: Зацний Лев
- «Арідник»: Климів Іван
- «Аркадій»: 1) Савира Олександр; 2) Домазар Зенон
- «Аркас»: Володимир Рудий
- «Арпад»: 1) Кость-Арпад Березовський; 2) Юліан Гуляк
- «Арсен»: 1) Микола Арсенич; 2) Ярослав Зборик (Референт СБ Калуського надрайонного проводу ОУН (1947), провідник Долинського надрайонного проводу ОУН (10.1947 — 05.1950)); 3) Савира Олександр
- «Арсенич Володимир»: Степан Охримович
- «Артем»: 1) Осип Дяків-Горновий; 2) Горбаль Іван 3) Малімон Іван Іванович
- «Артим»: Чижевський Василь Миколайович
- «Архип»: Зінчук Тихон
- «Архип Щербак»: Хома Василь
- «Аршин»: Калинюк Дмитро
- «Ас»: Хімчак Іван
- «Аскольд»: 1) Головко Петро (обласний референт пропаганди Станиславівщини), 2) Кирилюк Юліан
- «А.Зарічний»: Савира Олександр

## Б
- «Б-321»: Почигайло Ярослав
- «Б-42»: Почигайло Ярослав
- «Багряний»: Євген Дацюк (сотенний відділу 100 «Вовки-2» ВО-6 «Сян»)
- «Бай»: Михайло Осовський (чотовий 1-ї чоти сотні «Лісовики» ВО-3 «Лисоня»)
- «Байда»: 1) Микола Савченко; 2) Мозіль Микола (Командир 3-ї чоти сотні «Месники-1» куреня «Месники», нар. 1916 Олешичі)
- «Байрак»: Косарчин Ярослав
- «Бакун»: Мензак Іван
- «Балабан»: Андрій Трачук (курінний групи «Богун» ВО-2 «Богун»)
- «Балай»: Булас Теодор
- «Бандура»: Іван Прядко (сотенний сотні 65 «Чорногора» ТВ-21 «Гуцульщина» ВО-4 «Говерла», †14.08.1949)
- «Барабаш»: Басараб Михайло
- «Бард»: Василь Охримович
- «Барон»: сотенний Відд. 96а «Ударники-6» ТВ-26 «Лемко» ВО-6 «Сян» (†22.10.1945)
- «Батько»: 1) Грабець Омелян; 2) Ковжук Яків; 3) Фрайт Володимир
- «Батько Микола»: Іван Лис
- «Бджола»: Малімон Іван Іванович
- «Бездомний»: Осип Грицак
- «Безрідний»: Василь Макар
- «Безсмертний»: командир сотні Сокальської округи «23» ВО-2 «Буг»
- «Бей»: 1) Ніл Хасевич; 2) Григорій Ґоляш; 3) Казимир-Ярослав Яворський
- «Бень»: Булас Теодор
- «Беран»: Врецьона Євген
- «Береза»: 1) командир ВО «Богун»(ВО «Волинь-Південь»); 2) командир ВО-4 «Тютюнник»
- «Березовський»: Микола Арсенич
- «Берест»: Когут Федір
- «Беріц»: Вітошинський Борис
- «Беркут»: 1) Олександр Луцький; 2) Володимир Сорочак; 3) Осип Білобрам; 4) Безхлібник Василь; 5) Равлик Микола (командир сотні «Галайда ІІІ» ВО-2 «Буг»); 6) писар штабу УПА-Захід-Карпати; 7) Василь Кос
- «Бескид»: Шевчук Михайло
- «Бик»: Богдан Сергій
- «Биков»: Богдан Сергій
- «Бирон»: Мітринга Іван
- «Бистра»: Ірина Козак-Савицька
- «Бистрий»: 1) Гайвас Ярослав, 2) Щур Мирон (районний провідник Славського району); 3) Хамчук Петро Михайлович; 4) Стадник Андрій; 5) курінний куреню окремих доручень ВО-4 «Тютюнник»; 6) Білинський Ярослав
- «Бистриця»: Орися Матешук
- «Бич»: Чорній Василь (рушникар сотні «Залізняка», Командир 2-ї та 3-ї чоти сотні «Месники-3» куреня «Месники», нар. 1909 Прісся Рава-Руського повіту)
- «Біла»: Гнатюк Любов
- «Білас»: Савира Олександр
- «Білаш»: Клячківський Дмитро
- «Білий»: 1) Тимофій Галів; 2) Юрій Долішняк; 3) Мирослав Онишкевич; 4) Пасічник Микола (командир сотні «Спартанці» ВО-2 «Буг»); 5) Пасічний Микола (сотенний Відд. «Холодноярці-1» ТВ-13 «Розточчя»); 6) Шухевич Роман Осипович; 7) Гайдей Тодор; 8) Хадай Дмитро
- «Білоус»: Шульган Мар'ян
- «Біль»: 1) Ярослав Демкович (сотенний сотні 91 «Басейн» ТВ-24 «Маківка» ВО-4 «Говерла»); 2) сотенний Відд. 91 «Басейн» ВО-5 «Маківка»
- «Бір»: 1) Василь Шишканинець; 2) Яремко Левко (Командир 2-ї чоти сотні «Месники-1» куреня «Месники», нар. 1923 Жапалів)
- «Біс»: … Павло, сотенний сотні «Месники-2 і 3» ВО-6 «Сян»
- «Благий»: Химинець Олекса
- «Блакит»: Савира Олександр
- «Блонд»: Клячківський Дмитро
- «Бобик»: Яськів Василь Михайлович
- «Богослов»: Янішевський Степан Павлович
- «Богдан»: 1) Олександр Луцький; 2) Тимофій Галів; 3) Козак Микола; 4) Мирослав Онишкевич; 5) Командир сотник ТВ-24 «Маківка» ВО-4 «Говерла» (†30.10.1946); 6) Шевчук Михайло; 7) Хома Іван; 8) Николин Василь
- «Богдан Бард»: Іван Максимів
- «Богдан Калина»: Когут Федір
- «Богун»: 1) Олександр Луцький; 2) Мельничук Василь Андрійович; 3) Лаврів Іван; 4) Ковальчук Федір; 5) Степанюк Олександр, 6) Шніцер Олексій; 7) Недзвецький Микола
- «Боднар»: Олександр Луцький
- «Боднар Євстахій»: Польовий Омелян
- «Бодьо»: Трач Богдан
- «Боєвір»: 1) Мирослав Кіндзірський; 2) Дубик Роман
- «Боженко»: Анатолій Рак
- «Бойко»: 1) Ухань Михайло; 2) сотенний сотні 77 «Месники» ТВ-22 «Чорний ліс» ВО-4 «Говерла» (†21.11.1945); 3) Орищук Михайло; 4) Міськов Микола
- «Бойчук»: Хадай Дмитро
- «Боксер»: Осип Хома
- «Бомба»: Файда Григорій
- «Бондаренко»: Якубовський Володимир
- «Борзенко»: Микитюк Михайло
- «Борис»: 1) Легкий Григорій Йосипович; 2) Осип Білобрам, 3) Хомин Василь
- «Борис Семенович Марков»: Купецький Григорій
- «Борисенко»: Волошин Ростислав
- «Бористень»: Корінець Дмитро Васильович
- «Боровий»: Брилевський Василь Антонович
- «Бородатий»: Хвалібота Михайло
- «Бородач»: сотенний «Юнацька сотня» ВО-2 «Буг»
- «Босак»: Козьменко Дмитро Юрійович
- «Босий»: Брилевський Василь Антонович
- «Боя»: Ковжук Яків
- «Боян»: Когуч Борис Федорович
- «Боярин»: Почигайло Ярослав
- «Брила»: командир сотні «Гайдамаки ІІ» ВО-2 «Буг»
- «Бриль»: Гамела Ярослав
- «Бровко»: Гречанюк Федір
- «Бродич»: 1) Гробельський Роман; 2) Микола Лаврів (Лаврик, сотенний сотні 89 «імені Вітовського» ТВ-24 «Маківка» ВО-4 «Говерла», †1946); 3) сотенний куреню «Бойки» ВО-5 «Маківка»; 4) Вацеба Григорій
- «Бродяга»: 1) Капало Іван; 2) Роман Брунець (чотовий 2-ї чоти сотні «Рубачі» ВО-3 «Лисоня»); 3) Бобанич Михайло
- «Брюс»: Дмитро Мирон-Орлик
- «Бувалий»: 1) Андрій Трачук (курінний групи «Богун» ВО-2 «Богун»); 2) курінний ВО «Умань»
- «Будженко»: Макар Василь Львович
- «Буйтур»: 1) Дмитро Суслинець (сотенний сотні 90 «імені Хмельницького» ТВ-24 «Маківка» ВО-4 «Говерла», †07.03.1946 або 15.11.1946); 2) сотенний куреню «Бойки» ВО-5 «Маківка»
- «Буковинець»: Пленюк Микола
- «Булка»: Баканчук Петро (командир сотень повстанської бойової групи «Енея» і куреня «Сторчана» УПА-Південь)
- «Бульба»: 1) Ґоляш Григорій Іванович; 2) сотенний УПА-Захід-Карпати
- «Буревій»: 1) Михайло Романиця (сотенний сотні 60 «Дністер» ТВ-21 «Гуцульщина» ВО-4 «Говерла»); 2) ад'ютант командира «УПА-Захід-Карпати» О. Луцького; 3) курінний ВО «Вінниця»; 4) курінний ВО-4 «Тютюнник»
- «Бурий»: 1) Масник Володимир (сотенний Відд. 96 «Ударники-3» ТВ-26 «Лемко» ВО-6 «Сян»); 2) Микола Куфлинський (чотовий 3-ї чоти сотні «Холодноярці» ВО-3 «Лисоня»); 3) Салата Микола
- «Бурлака»: 1) Коваль Степан Йосипович; 2) Щигельський Володимир Омелянович; 3) командир сотні «Буйні» ВО-3 «Лисоня»; 4) Кудра Володимир; 5) Гриджин Михайло Васильович (1919—1945, ст. УПА)
- «Бурлан»: Прокопишин Іван
- «Бурлаченко»: Роман Шушкевич (1910—1945, командир сотні УПА-Південь, поручник УПА від 24 квітня 1944 р.).
- «Бурмач»: Клим Іван
- «Буря»: 1) Нагірний Василь Степанович (сотенний Відд. «Сурмачі», булавний ТВ-15 «Яструб» ВО-2 «Буг», †25.02.1949); 2) Гречанюк Федір; 3) командир ТВ-15 «Яструб» ВО-2 «Буг»; 4) командир 3-ї бриґади «Холмська», «ім. Мазепи» Західна ВО «Завихост»; 5) Богдан Паньків (Референт СБ Букачівського районного проводу ОУН); 6) Олександр Регеза; 7) Приймак Михайло; 8) Прокопів Богдан
- «Бучко»: охоронець Крайового Провідника СБ ОУН Карпатського краю Андрія Матвієнка

## В
- «Вавилонський»: Степанюк Олександр Тимофійович
- «Вадим»: 1) Степан Новицький; 2) Майданський Костянтин
- «Валічак»: Мізерний Василь
- «Ванька»: 1) Олександр Бусел; 2) Хімчак Іван
- «Варка»: Скаб Ярослава
- «Варм»: Варм Шая Давидович
- «Варнак»: Вацеба Григорій
- «Вартовий»: Гачкевич Михайло (командир куреню «Романовичі» ВО-2 «Буг»)
- «Василенко»: Бей Василь Іванович
- «Василенко Улас»: Бей Василь Іванович
- «Василь»: 1) Якимчук Микола, 2) Гудзоватий Петро; 3) Закоштуй Ананій; 4) Олекса Карпій (чотовий 3-ї чоти сотні «Рубачі» ВО-3 «Лисоня»); 5) Гаргат Іван; 6) Малімон Іван Іванович
- «Василь Вечера»: Гудзоватий Петро
- «Василь Коваль»: Василь Кук
- «Василь Ніновський»: Сколоздра Василь
- «Василь Щербак»: Василь Хома
- «Ватюга»: Ваврук Василь
- «Великий»: Ярмолюк Василь
- «Верба»: Гнатюк Любов
- «Верес»: Ярослав Дудар (організаційний референт проводу ОУН ПЗУЗ)
- «Верещака»: Воробець Федір
- «Верлан»: Ваврук Василь
- «Верна»: командир сотні Львівської округи «21» ВО-2 «Буг»
- «Вернигора»: Фриз Микола
- «Верх»: 1) командир сотні «Дорошенко» ВО-2 «Буг»4 2) Тучапець Андрій (сотенний відд. «Сіроманці» ТВ-16 «Серет»)
- «Верховинець»: 1) Троцюк Григорій; 2) Гаврилик Петро
- «Вершник»: Мостицький Богдан
- «Веселий»: 1) Свистель Данило (сотенний Відд. 94 «Ударники-1» ВО-6 «Сян», †02.04.1945); 2) сотенний УПА-Захід-Карпати
- «Весна»: Тодорюк Михайло
- «Вечірній»: Іван Максимів
- «Вивірка»: Гусак Василь
- «Винар»: Володимир Рудий
- «Вир»: 1) Юліан Гуляк; 2) Семен Котик; 3) Ярослав Зборик (Референт СБ Калуського надрайонного проводу ОУН (1947), провідник Долинського надрайонного проводу ОУН (10.1947 — 05.1950)); 4) Гоцій Василь; 5) Фрайт Володимир
- «Вировий»: Микола Дужий
- «Вихор»: 1) Андрейчук Іван; 2) Харук Микола; 3) Кузик Василь Михайлович (референт СБ ОУН Копичинського (Гусятинського) району Тернопільської області); 4) Керентопф Роман
- «Вихор 1»: Микитишин Федір
- «Вишитий Ростислав»: Сидор-Шелест Василь
- «Вишня»: Ґой Іван (Інтендант сотні «Месники-1» куреня «Месники», нар. 1919 Верхрата); 2) Іванило Михайло
- «Вівчар»: 1) Косарчин Ярослав; 2) Козак Микола
- «Вій»: Новицький Степан
- «Війт»: Іван Вальницький (санітар сотень «Залізняка», «Месники-1» куреня «Месники», нар. 1921 Люблинець Новий)
- «Вік»: Зацний Лев
- «Віктор»: Ґеник Дмитро
- «Вікторія»: Ольга Чемерис
- «Вільний»: Микола Лебідь
- «Вільха» (курінний): Вовчук Іван Григорович
- «Вільховий»: Юрій Попович (адміністратор Головного осередку пропаганди ОУН-УПА (05.1948 — 05.1950), провідник Сколівського районного проводу ОУН (05.1950 — 19.07.1950))
- «Віра»: Романів Надія
- «Вірко»: Степан Ніклевич
- «Вірна»: Ганна Луканюк (надрайонна організаційна референтка ОУН Городенківщини, згодом Коломийщини)
- «Вірний»: Василь Василяшко
- «Вірчин Степан»: Степан Ніклевич
- «Віталій»: Троцюк Григорій
- «Владан»: Фрайт Володимир
- «Владко»: Фрайт Володимир
- «Влодко»: 1) Мирон Голояд; 2) Лазар Гатлан (інтендант сотні «Лісовики» ВО-3 «Лисоня»); 3) Заяць Михайло
- «Влодко-Ревай»: Семкович Володимир
- «Вова»: Федак Володимир
- «Вовк»: 1) Павлишин Лука, 2) Володимир Гошко; 3) Юрцуняк Осип; 4) Закоштуй Ананій; 5) командир сотні «Буйні» ВО-3 «Лисоня»
- «Вовк Святослав»: Матла Зиновій Антонович
- «Вовчак»: Шум Олекса
- «Вогнезора»: Ольга Чемерис
- «Вогник»: Дубина Василь
- «Волиняк»: Зварич Федір
- «Володимир»: 1) Козяр Анатолій; 2) Колотило Михайло
- «Володимир Зборівський»: Тимчій Володимир Іванович
- «Володимир Арсенич»: Охримович Степан
- «Володко»: (?) Степан (Командир 1-ї чоти сотні «Месники-4» куреня «Месники», нар. 1923 Малковичі)
- «Володя»: Іван Романечко
- «Волос»: Гоцій Василь
- «Воля»: 1) Лисий Яків; 2) Трач Богдан
- «Волянський»: 1) Мартинець Володимир, 2) Врецьона Євген; 3) Петро Федун-Полтава
- «Ворон»: 1) Володимир Сорочак; 2) Свистун Микола; 3) Шклянка Григорій; 4) Ковальчук Григорій; 5) командир сотні Львівської округи «21» ВО-2 «Буг»; 6) Карпенко Дмитро; 7) сотенний Відд. ?? ТВ-26 «Лемко»
- «Ворона»: Дмитро Гудз (Інтендант сотні «Месники-1» куреня «Месники», нар. 1921 Старе Село)
- «Вороний»: Василь Левкович
- «Всеволод»: Сак Пантелеймон
- «Вугляр»: Лобай Володимир
- «В'юн»: 1) Степан Новицький; 2) Степан Аброзюк (чотовий 1-ї чоти сотні «Бурлаки» ВО-3 «Лисоня»)

## Г
- «Гаєнко»: Григорій Новак
- «Гай»: 1) Козяр Анатолій; 2) Галабуда Микола (Командир 1-ї чоти сотні Месники-1 куреня «Месники», нар. 1919 Вілька Горинецька)
- «Гайворон»: 1) Іван Гураль (сотенний сотні 59 «імені Колодзінського» ТВ-21 «Гуцульщина» ВО-4 «Говерла», †15.05.1950); 2) Левочко Василь (сотник «Юнацька сотня» ВО-2 «Буг»)
- «Гайда»: Євген Сівак (сотенний відділу «Вовки-3» ВО-6 «Сян», †28.02.1946)
- «Гайдамака»: Блистів Олександр
- «Гайдук»: сотенний Відд. «Жубри-2» ТВ-14 «Асфальт»
- «Галаган»: Микола Костащук
- «Галайда»: 1) Онишкевич Тарас; 2) Грицак Осип Теодорович; 3) командир 2-ї бриґади «Жовті води», «ім. Острого» Західна ВО «Завихост»; 4) Грушевець Григорій; 5) Захарук Іван; 6) Бобанич Михайло; 7) Горбай Володимир
- «Галина»: Бусел Яків Григорович
- «Галичанка»: Ганущак Юлія
- «Галя»: Черешньовська Анна
- «Гамалія»: 1) Іван Ґонта; 2) охороняв штаб «Савура» (Дмитро Клячківський); 3) Скригунець Василь; 4) Горчик Ярослав (сотник Відд. «Рубачі» ТВ-16 «Серет» ВО-3 «Лисоня», †27.03.1946); 5) командир сотні «Перекотиполе», сотні «Переяслави ІІ» ВО-2 «Буг»; 6) Монь Анатолій 7) Боднар Іван (бунчужний сотні «Месники-1» куреня «Месники», нар. 1918 Равщина); 8) Броніслав Корчак (чотовий 1-ї чоти сотні «Рубачі» ВО-3 «Лисоня»)
- «Ган»: Неверковець Андрій
- «Ганді»: Врецьона Євген
- «Ганка»: Скаб Ярослава
- «Гар»: Качан Роман
- «Гаркуша»: Гошовський Микола
- «Гармаш»: 1) Грабець Іван (окр.пров. ОУН); 2) Шиманський Лонгин; 3) Гордій Загоруйко (ШВШ групи «Богун» ВО-2 «Богун»)
- «Гарпун»: Ковальський Юліан
- «Гарт»: 1) Скасків Михайло; 2) Цісик Олег Омелянович
- «Гарасим»: Козяр Анатолій
- «Геник»: Пленюк Микола
- «Герасим»: Неверковець Андрій
- «Герцет»: Гураль Лук'ян Єрофійович
- «Гефайст»:Баран Василь Васильович
- «Гірник»: Гринь Михайло (командир сотні «Холодноярці ІІ», сотні «Холодноярці ІІІ» ТВ-13 «Розточчя» ВО-2 «Буг», †17.11.1945)
- «Гірняк»: Миколюк Іван (підрайонний провідник ОУН у Козинському районі на Рівненщині)
- «Гірчиця»: Василь Шерстюк (1921—1944). У 1944 командир сотні з'єднання «Холодний Яр» УПА-Південь. Сотник УПА від 24 квітня 1944 р. Лицар «Срібного хреста бойової заслуги» 1-го клясу.
- «Глинка»: Стеф'юк Юрій
- «Гліб»: 1) Лобай Євген; 2) Шукатка Андрій
- «Глухий»: Гуль Володимир
- «Голка»: Небола Микола (Заступник сотенного сотні «Бурлаки» ВО-3 «Лисоня»)
- «Голуб»: 1) Мельник Костянтин (командир сотні «Леви ІІІ» ВО-2 «Буг»); 2) Пелех Василь (командир сотні «Тигри» ТВ-12 «Климів» ВО-2 «Буг», †10.1944); 3) Михалович Михайло (Командир 3-ї чоти сотні «Месники-3» куреня «Месники», нар. (?) Краковець); 4) Хіта Микола (Командир 3-ї чоти сотні «Месники-3» куреня «Месники», нар. 1914 Футори)
- «Голубенко» (Голобенко): Громадюк Олексій
- «Гонта»: 1) Семак Матвій; 2) Микола Шкарупа (сотенний сотні 66 «Трембіта» ТВ-21 «Гуцульщина» ВО-4 «Говерла», †1946); 3) Гибляк Григорій (сотенний Відд. «Холодноярці-3» ТВ-13 «Розточчя», †04.11.1945); 4) Мигаль Степан; 5) Маслюк Йосип
- «Гончаренко»: Ступницький Леонід
- «Гончарук»: Дяків-Горновий Осип
- «Гора»: Тарнавський Петро
- «Горбенко»: Волошин Ростислав
- «Гордієнко»: 1) Дмитро Хандій (сотенний ВО-2 «Богун»); 2) Твердохліб Іван (командир Чортківського куреню ВО-3 «Лисоня»); 3) Яцишин Іван (командир групи ТВ-19 «Камінець» ВО-3 «Лисоня»); 4) курінний ВО-4 «Тютюнник»
- «Гордій»: 1) Степан Маркіза (чотовий 1-ї чоти сотні «Буйні» ВО-3 «Лисоня»); 2) Катамай Микола; 3) Савира Олександр
- «Гордон»: Біда Роман-Осип
- «Горинь»: 1) Крисько Левко; 2) Фещин Микола (Інтендант, Командир 2-ї чоти сотні «Месники-4» куреня «Месники», нар. 1918 Кобильниця?); 3) Ільків Василь
- «Горислав»: Ріпецький Модест
- «Горновий»: Дяків-Горновий Осип
- «Граб»: 1) Федак Володимир; 2) Ґаба Павло Михайлович; 3) Вовчук Іван Григорович
- «Грабенко»: Сколоздра Василь
- «Грабовський»: Тураш Мирослав Володимирович
- «Град»: 1) Цмоць Костянтин; 2) Маговський Олександр
- «Граніт»: Бойків Олександр
- «Гребелька»: Габрусевич Іван
- «Гребля»: Анатолій Маєвський
- «Грегіт»: Андрусяк Василь
- «Гриб»: Закоштуй Ананій
- «Грибівський»: Сеник Омелян
- «Грибок»: Турчин Сергій (керівник СБ крайового проводу ОУН у Здолбунівському (Мізоцькому) районі Рівненської області)
- «Григір»: 1) Микола Арсенич; 2) Козьменко Дмитро
- «Григор»: Гук Мирослав
- «Гриць»: 1) Анатолій Маєвський; 2) Грицак Осип Теодорович; 3) Корінець Дмитро Васильович; 4) Казван Дмитро; 5) Вольчак Григорій Степанович
- «Грізний»: 1) Юліан Стурко; 2) Гринь Михайло (командир сотні «Холодноярці ІІ», сотні «Холодноярці ІІІ» ТВ-13 «Розточчя» ВО-2 «Буг», †17.11.1945); 3) Крейторик Андрій Андрійович
- «Грім»: Твердохліб Микола
- «Грішний»: командир сотні «Ведмідь» ВО-2 «Буг»
- «Гроза»: 1) (край.провід.); 2) Тарнавський Михайло; 3) Качан Роман
- «Громенко»: Дуда Михайло
- «Громовий»: Лагода Петро
- «Грузин»: 1) Василь Охримович; 2) Горчин Михайло; 3) сотенний куреню «Бойки» ВО-5 «Маківка»
- «Гузар»: Колодзінський Михайло
- «Гук»: Демчук Ілля
- «Гулий»: Бей Василь Іванович
- «Гуцул»: 1) Бутковський Іван; 2) Колотило Михайло

## Ґ
- «Ґанок»: Ковальчук Панас
- «Ґіз»: Олександр Пашкевич
- «Ґонта»: 1) Матвій Семак; 2) Іван Ґіль (Командир 1-ї чоти сотні «Месники-2» куреня «Месники», нар. 1918 Вербиця)

## Д
- «Д-27»: Гонтар Хризанф
- «Давид»: 1) Литвинчук Іван Самійлович; 2) Степан Приступа (сотенний відділу «Вовки-3» ВО-6 «Сян», †24.06.1947 або 08.1947); 3) Ковжук Яків
- «Далекий»: 1) Охримович Василь Остапович; 2) Янішевський Степан Павлович
- «Дальнич»: Федорів Петро
- «Дальній»: Охримович Василь Остапович
- «Даниленко»: Діжак Роман
- «Данилко»: Шанайда Іван
- «Данило»: 1) Якимчук Микола; 2) Мельник Павло Лазарович (провідник ОУН Володимирецького (Рафалівського) району Рівненської області)
- «Данило Очерет»: Польовий Омелян
- «Дарія»: Ганна Луканюк (надрайонна організаційна референтка ОУН Городенківщини, згодом Коломийщини)
- «Дарка»: 1) Дарія Малярчин-Шпиталь (друкарка Головного осередку пропаганди ОУН-УПА); 2) Гросберг-Наконечна Ольга
- «Демид»: Чижевський Василь Миколайович
- «Демо-Довгопільський»: Довгопільський Анатоль
- «Дем'ян»: 1) Троцюк Григорій; 2) Коваль Омелян Васильович; 3) Микола Арсенич; 4) Бондарчук Михайло
- «Денис»: 1) Яцків Богдан Васильович, 2) Кіт Йосип; 3) Чижевський Василь Миколайович
- «Деркач»: 1) Зеленчук Михайло; 2) політвиховник сотні «Залізняка» куреня «Месники» (нар. 1914 на Білгорайщині)
- «Джміль»: Хасевич Ніл Антонович
- «Джон»: Габрусевич Іван
- «Джот»: Тичинський Богдан Михайлович
- «Джура»: 1) Купецький Григорій; 2) Білобрам Осип Корнилович
- «Дзвін»: 1) Броніслав Корчак (чотовий 1-ї чоти сотні «Рубачі» ВО-3 «Лисоня»); 2) Шухевич Роман Осипович
- «Дзвінка»: Шніцер Олексій
- «Дзвінчук»: Белейлович Іван
- «Дибов»: Трейко Іван Демидович
- «Див»: Матвієйко Мирон
- «Дик»: 1) Олексанр Кайдаш (курінний групи «Богун» ВО-2 «Богун»); 2) курінний ВО-4 «Тютюнник»
- «Диль»: Дідух Йосип (Жандарм сотні «Месники-3» куреня «Месники», нар. 1910 Любича)
- «Дим»: Дмитришин Василь (Командир 3-ї чоти сотні «Месники-2» куреня «Месники», нар. 1921 Дениська)
- «Дир»: 1) Коваль Омелян Васильович; 2) Чемерис Петро (командир сотні «Леви І», сотні «Жубри І» ВО-2 «Буг»), 3) Сербенюк Петро Іванович
- «Директор»: Когут Федір
- «Діброва»: Домазар Зенон
- «Дід Тарас»: командир відділу УПА із Полтавщини ВО «Холодний Яр» (учасник повстансько-партизанського руху на Наддніпрянщині в 1920—1923 роках)
- «Дідик»: Григорович Франц (сотенний Відд. 94 «Ударники-1» ТВ-26 «Лемко» ВО-6 «Сян»)
- «Діоген»: Ковалюк Василь
- «Д.Дмитерко»: Корінець Дмитро Васильович
- «Д.Дмитречко»: Корінець Дмитро Васильович
- «Дмитро»: Ярослав Дякон
- «Дніпрова»: Чемерис Ольга Семенівна
- «Дніпровий»: 1)Бусел Яків Григорович; 2) Матла Зиновій Антонович
- «Дністер»: 1) командир куреню «Переяслави» ТВ-13 «Розточчя» ВО-2 «Буг»; 2) командир сотні «ім. Сагайдачного» ВО-2 «Буг»
- «Добромир»: Лаврів Петро
- «Довбенко»: 1) Перегіняк Григорій; 2) Іван Золотнюк (1905—1944), сотник УПА від 24 квітня 1944 р., курінний групи «Богун» ВО-2 «Богун»); 3) курінний ВО «Умань»
- «Довбешка»: Перегіняк Григорій
- «Довбик»: Демський Олексій
- «Довбня»: 1) Кедюлич Іван; 2) Луцький Олександр Андрійович; 3) сотенний Відд. «Холодноярці-3» ТВ-13 «Розточчя» (†22.01.1946)
- «Довбуш»: 1) Гринішак Лука Михайлович; 2) Микола Кавацюк (сотенний сотні 65 «Чорногора» ТВ-21 «Гуцульщина» ВО-4 «Говерла», †06.05.1948); 3) Депутат Володимир; 4) командир сотні «ім. Галайди» ВО-2 «Буг»; 5) Сенчишак Ілько; 6) Цвігун Іван; 7) Яцук Іван
- «Довбуш2»: Депутат Володимир
- «Довгий»: Салата Микола
- «Докс»: 1) Котик Семен Панасович; 2) курінний ВО-4 «Тютюнник»
- «Доктор»: Малімон Іван Іванович
- «Доля»: Світлик Богдана-Марія Юліанівна
- «Дон»: 1) Дарабан Михайло; 2) Михайло Березюк або Атанас Дідик (сотенний Відд. «Холодноярці-3» ТВ-13 «Розточчя», †09.10.1945); 3) Ярослав Дякон; 4) Солук Михайло
- «Донець»: Видра Григорій (командир окремої сотні Золочівської округи «22» ВО-2 «Буг»)
- «Донський»: сотенний сотні 85 «Бистриця» ТВ-23 «Магура» ВО-4 «Говерла»
- «Донцов»: Хомин Василь
- «Дор»: Гасин Олександр Іванович
- «Дорош»: 1) Петро Кухарчук (командир загону у складі 7 груп ВО-4 «Тютюнник», член проводу ВО «Тютюнник»); 2) Ярицький Степан; 3) Золотун Володимир
- «Дорошенко»: 1) Петро Савіцький (сотенний сотні 66 «Трембіта» ТВ-21 «Гуцульщина» ВО-4 «Говерла», †1945); 2) командир сотні «Перебийніс» ТВ-12 «Климів» ВО-2 «Буг» (†12.1944); 3) Кулик Микола; 4) Нічай Михайло
- «Дуб»: 1) Верхоляк Дмитро; 2) Цуга Андрій; 3) Гладковський Михайло; 4) Кончаківський Микола; 5) Яцук Іван
- «Дубенко»: командир сотні Романовичі І" ВО-2 «Буг»
- «Дубик»: 1) Головінський Юліан; 2) Гинилевич Степан
- «Дубовий»: Литвинчук Іван Самійлович
- «Дубровик»: Шпонтак Іван
- «Дубчак»: Бойків Олександр
- «Дуда»: Янчук Євген
- «Дуденко»: Пахолків Святослав (сотенний сотні 79 «Бистрі» ТВ-22 «Чорний ліс» ВО-4 «Говерла»)
- «Дунай»: 1) Трач Богдан; 2) курінний ВО-4 «Тютюнник»; 3) Кононович Федір
- «Дядько Данило»: Чайковський Данило
- «Дяченко»: Монь Анатолій
- «Дячук»: Чижевський Василь Миколайович

## Е
- Ем: Пелип Дмитро Петрович
- Еней: Олійник Петро Федорович

## Є
- «Євген»: 1) Гуштак Михайло (курінний Перемиського куреня ВО-6 «Сян», †14.09.1947); 2) Яценко Іван; 3) Богдан Сергій
- Євгеній: Тимчій Володимир Іванович
- Євген Рен: Побігущий Євген
- Євген Скиба: Микола Лебідь
- Євстахій Боднар: Польовий Омелян
- «Євшан»: 1) Литвиненко Іван Данилович; 2) Пелип Дмитро Петрович; 3) Майданський Костянтин
- Єрмак: Войцешко Дмитро Олексійович
- Єфрем: 1) Вовк Мирослав Михайлович; 2) Слободян Степан Петрович; 3) Хомин Василь

## Ж
- «Ж»: Демський Олексій
- «Жан»: Борис Михайло
- «Жар»: 1) Фрайт Володимир; 2) Матвієйко Мирон
- «Жека»: Заборовець Федір
- «Жен»: Заборовець Федір
- «Женчик»: командир сотні «Холодноярці ІІ» ТВ-13 «Розточчя» ВО-2 «Буг»
- «Женя»: Шудрава Марія
- «Жест»: Гоцій Василь
- «Житомирський»: Сціборський Микола
- «Жмурко»: Кедринський Юліан
- «Жук»: 1) командир сотні «Чорноморці» ТВ-18 «Стрипа» ВО-3 «Лисоня»; 2) командир з'єднання «Крути» ВО-4 «Тютюнник»; 3) Качан Роман; 4) Лесюк Михайло
- «Журавель»: Юсип Ярослав
- «Журба»: 1) Сікора Богдан, 2) командир сотні «Наддністрянці» ТВ-14 «Асфальт» ВО-2 «Буг» (†02.1947)

## З
- «Забіяка»: Закоштуй Ананій
- «Заведія»: Небесійчук Василь
- «Завзятий»: Свідрук Микола
- «Заверюха»: Паращук Василь
- «Заграва»: Володимир Кудра (Керівник націоналістичного підпілля у північних районах Житомирщини та Київщини)
- «Задорожний»: 1) Осип Безпалько; 2) Малімон Іван Іванович
- «Задума»: Булакевич Олексій Гаврилович
- «Закарпатський»: Ухань Михайло
- «Залізняк»: 1) Шпонтак Іван; 2) Гнатів Михайло; 3) Дудич Микола Васильович; 4) Гоянюк Михайло (сотенний відд. 63 «Березівська» ТВ-21 «Гуцульщина», †10.1951); 5) Бондач Іван; 6) Матвій Семак
- «Залісний»: Ковальчук Панас
- «Запорожець»: Кавацюк Василь (сотенний сотні 70 «Заведії» ТВ-22 «Чорний ліс» ВО-4 «Говерла»)
- «Зарічний»: Савира Олександр
- «Заруба»: Зборовський Гриць (Інтендант сотні «Месники-2» куреня «Месники», нар. 1908 Піддубці)
- «Заславський»: Бусел Яків Григорович
- «Західний»: Альберт Газенбрукс
- «Зборівський Володимир»: Тимчій Володимир Іванович
- «Здоровенко»: Яворський Микола
- «Зелений»: 1) Осип Урбан (сотенний сотні 92 «Булава» ТВ-24 «Маківка» ВО-4 «Говерла», †17.04.1947); 2) сотенний Відд. 92 «Булава» ВО-5 «Маківка»; 3) Захарко (Лікар сотні «Месники-4» куреня «Месники», нар. 1925 Лази)
- «Земський»: Неверковець Андрій
- «Зена»: Левицька Зеновія
- «Зенк»: командир сотні Сокальської округи «23» ВО-2 «Буг»
- «Зенко»: 1) Задорожний Осип (Командир 1-ї та 3-ї чоти сотні «Месники-4» куреня «Месники», нар. 1922 Дубрівка Руська); 2) Гуль Володимир (сотенний Відд. «Холодноярці-1» ТВ-13 «Розточчя»); 3) Чепіль Левко: 4) Заяць Михайло
- «Зенон»: 1) Федун-Полтава Петро; 2) Галаса Василь Михайлович; 3) Демський Олексій
- «Зеня»: Гресько Мирослава
- «Зет»: Гошовський Микола
- «Зимний»: 1) Яворів Григорій Петрович; 2) Степан Костецький (Політвиховник ВО-1 «Заграва»)
- «Зиновій»: Дуда Михайло
- «Зіна»: Ніна Біляченко (Лицарка «Бронзового Хреста Бойової Заслуги»)
- «Зіновій Грабик»: Борис Михайло
- «Зір»: 1) Василь Кошельник (Референт СБ Турківського районового проводу ОУН); 2) Дмитро Вергун (сотник УПА)
- «Зірка»: Володимир Сівак (сотенний відділу «Вовки-3» ВО-6 «Сян», †02.1946)
- «Зміюка»: Вітовський Дмитро ("Зміюка")
- «Знайда»: Бурдин Степан
- «Зов»: Сидор-Шелест Василь
- «Зорич»: Радейко Микола
- «Зорян»: сотенний Відд. «Холодноярці-3» ТВ-13 «Розточчя»
- «Зоряний»: Штендера Євген
- «Зот»: Хасевич Ніл Антонович
- «Зрив»: сотенний Відд. «Чорноморці» ТВ-18 «Стрипа»
- «Зруб»: 1) сотенний Відд. 96а «Ударники-6» ТВ-26 «Лемко» ВО-6 «Сян»; 2) сотенний відділу ТВ-27 «Бастіон»; 3) Зубчик Володимир (сотенний Відд. «Холодноярці-3» ТВ-13 «Розточчя», †22.01.1946)
- «Зубатий», «Зубенко»: Мороз Василь Ананійович
- «Зубр»: Габрусевич Іван
- «Зюк»: Березинський Юрій-Мирослав

## І
- «Іван»: 1) Польовий Омелян; 2) Троцюк Григорій
- «Іванко»: Котула Іван
- «Іванчук»: Вересюк Іван
- «Івась»: 1) Качан Роман; 2) Савира Олександр
- «Івга»: Скаб Ярослава
- «Ігор»: 1) Павлишин Лука; 2) Вересюк Василь (сотенний Відд. «Галайда-1» ТВ-12 «Климів», †21.03.1946); 3) Микола Лебідь; 4) командир 5-ї бриґади «Пилявці», «ім. Байди» Західна ВО «Завихост» 5) Колісник Петро; 6) Чепіль Левко; 7) Кисіль Іван; 8) Оленюк Михайло; 9) Хома Іван; 10) Бойків Олександр
- «Ігор Ярецький»: Павло Ґаба
- «Ізидор»: Карпинець Ярослав
- «Ілько»: Неверковець Андрій
- «Ірка»: Павлик Володимир
- «Ірко»: Борецький Роман
- «Ірма Остапівна»: Ольга Дучимінська (Решетович)
- «Іртен»: Габрусевич Іван
- «Іскра»: 1) Габовда Михайло; 2) Яськів Василь Михайлович; 3) Бандура Федір; 4) Яськів Василь Григорович; 5) Дячишин Ігор; 6) Ковалюк Василь

## ї
- «Їжак»: Легуневич Дмитро (сотенний сотні 74 «Сірі» ТВ-22 «Чорний ліс» ВО-4 «Говерла»)
- «Ївга»: Скаб Ярослава

## Й
- «Йовта»: Маєвський Анатолій Васильович
- «Йордан»: Лівий Володимир

## К
- «К-8»: Николишин Володимир
- «К-10»: Харук Микола
- «К-40»: Микитюк Михайло
- «К-о»: Ковжук Яків
- «К.Порохівський»: Зиблікевич Євген
- «Кавка»: Салата Микола
- «Кадило»: Шевчук Василь (священик)
- «Казка»: Батринчук Марія
- «Кайдаш»: Стельмащук Юрій
- «Калина»: 1) Лопатинський Юрій; 2) Комар Іван Пилипович; 3) Юзько Василь Федорович (підрайонного провідника ОУН Володимирецького (Рафалівського) району Рівненської області)
- «Калинович»: Мазур Григорій Васильович
- «Камінь»: 1) Гайвас Ярослав; 2) Кудрик Григорій (Політвиховник сотні «Месники-1» куреня «Месники», нар. 1910 Кам'янка Лісова)
- «Канцлер»: Сеник Омелян
- «Канюк»: Ярема Дмитро
- «Карась»: Когут Федір
- «Карб»: Фрайт Володимир
- «Кардаш»: Хома Іван
- Карий: Березовський Кость-Арпад Амвросійович
- Кармазин: Ярослав Курилас (бунчужний сотні «Холодноярці» ВО-3 «Лисоня»)
- «Карман»: Кончаківський Микола
- «Кармелюк»: 1) Степан Гнатів або Андрій Левенець (сотенний сотні 93 «Вовки» ТВ-24 «Маківка» ВО-4 «Говерла», †18.08.1948); 2) Діжак Роман; 3) Ярицький Степан; 4) Кедринський Юліан; 5) Трач Христофор; 6) Калинюк Дмитро; 7) Цвігун Іван
- Карпатець: Цісик Олег Омелянович
- «Карпенко»: Сікора Богдан
- «Карпо»: 1) Березовський Кость-Арпад Амвросійович; 2) Пилипчук Павло (сотенний відділу 100 «Вовки-2» ВО-6 «Сян», ВО-2 «Буг», †21.12.1944); 3) Кудрик Григорій (Політвиховник сотні «Месники-1» куреня «Месники», нар. 1910 Кам'янка Лісова); 4) окружний провідник ОУН в Рава-Руській окрузі; 5) Ковжук Яків
- Карпович: Медвідь Михайло
- Каруспун: Макар Василь Львович
- Кватиренко: Яків Яківлів (командир з'єднання «Хмельницький» ВО-4 «Тютюнник»)
- «Квітка»: Гнатюк Любов
- Кедр: Шкамбара Осип Михайло Петрович
- «Кер»: Карванський Дмитро
- «Київський»: Бусел Яків Григорович
- «Кий»: Гіммельрайх Кость
- «Кир»: Найдич Дмитро
- «Кирея»: Трохимчук Степан Клементійович
- «Кис»: Хомин Роман
- «Кичера»: Ілюк Дмитро
- Кіл: Ребет Лев
- Кіндрат:Сушко Роман Кирилович
- Кірам: Мельничин Микола Григорович
- Кіт: Комар Федір (почет куреня «Месники», уродженець села Люблинець Старий)
- «Клен»: Новак Григорій Онисимович
- «Клим»: 1) Слободян Степан Петрович; 2) Ярчук Михайло; 3) Бондарчук Михайло
- «Клименко»: 1) Луцький Олександр Андрійович; 2) Дуб Яків
- «Клим Савур»: Клячківський Дмитро
- «Климчук»: Павлишин Лука
- «Кліщ»: 1) Антонюк Порфир; 2) Ребет Лев
- «Книш»: Дмитро Горняткевич (командир Куреню «Гуцульський» ВО-4 «Говерла», †31.10.1946)
- «Кобзар»: 1) Колотило Михайло; 2) Кріса Михайло; 3) Мензак Іван; 4) Оберишин Ілля
- «Кобзаренко»: Степан Баран, (командир сотні «Холодноярці І» ТВ-13 «Розточчя» ВО-2 «Буг»
- «Коваленко»: 1) Колосівський Теодор-Федір (почет куреня «Месники», уродженець Нового Села); 2) Козак Юрко (Командир чоти сотні «Месники-3» куреня «Месники», нар. 1910 Замх)
- «Коваль»: 1) Андрусяк Василь; 2) Сак Пантелеймон; 3) Кіт Василь (Жандарм сотні «Месники-2» куреня «Месники», нар. 1917 Любинець Новий)
- «Когут»: Гайдей Тодор
- «Код»: Гук Мирослав
- «Кожух»: Котик Семен Панасович
- «Козак»: 1) Косарчин Ярослав; 2) Яворський Микола; 3) Шаповалик Степан (†12.02.1946) або Мороз Ярослав (сотенний Відд. «Дружинники» ТВ-15 «Яструб», сотенний Відд. «Дружинники» ТВ-11 «Пліснисько»); 4) Кордан Андрій (почет куреня «Месники», уродженець с. Вислок-Горішній)
- «Козаченко»: сотенний відд. «Сіроманці» ТВ-16 «Серет»
- «Кок»: Юхнович Іван
- «Колос»: Неверковець Андрій
- «Колчак»: Королюс Федір
- «Комар»: 1) Долинський Степан; 2) Литвинець Микола
- «Компанієць»: Басюк Євген Михайлович
- «Конашевич»: 1) Коссак-Тарнавський Зенон; 2) командир сотні «Садок» ВО-2 «Буг»
- Коник: Гальо Михайло
- Конрад: Сидор-Шелест Василь
- «Кора»: Мельник Макар Михайлович
- Кордуба: командир сотні Равської округи «24» ВО-2 «Буг»
- Корнило: Вовк Мирослав Михайлович
- Корній: Литвинчук Іван Самійлович-«Дубовий»
- Корсак: Козярський Іван (командир сотні «Тигри» ТВ-12 «Климів» ВО-2 «Буг»)
- Коробка: Перегіняк Григорій
- Косар: 1) Остап Качан; 2) Цісик Олег Омелянович
- Косач: 1) командир сотні «Верховинці» ВО-3 «Лисоня»; 2) Коваль Степан (сотник Відд. «Сіроманці» ТВ-16 «Серет» ВО-3 «Лисоня» ,†23.09.1946); 3) Гук Мирослав
- Костенко: Сенів Юрко
- «Кость»: Білик Іван
- «Котляр»: Самчук Зиновій
- Коц: командир сотні «Орли» ВО-3 «Лисоня»
- «Кочегар»: Самчук Зиновій
- Кочовик: командир окремої сотні Золочівського ТВ ВО-2 «Буг»
- Кравс: Сидор-Шелест Василь
- «Крамаренко»: Ярицький Степан
- Крапка: Михайло Курас (сотенний відділу 99 «Вовки-1» ВО-6 «Сян», †26.02.1946)
- Краян: Кравчук Іван (Командир 3-ї чоти сотні «Месники-1» куреня «Месники», нар. 1916 Холмщина)
- «Крегулець»: Кедринський Юліан
- Кременецький: Медвідь Михайло
- Кремінський: Гринів Володимир Іванович
- Кремінь: 1) Медвідь Михайло; 2) Паливага Василь
- Кречет: Березовський Кость-Арпад Амвросійович
- «Кривоніс»: 1) Симчич Мирослав Васильович; 2) Сулятицький Мирослав Володимирович; 3) Дмитраш Іван; 4) Степан Костащук; 5) Дичковський Орест
- Крига: 1) Климук-Крига; 2) Шиманський Лонгин
- Крилатий: Керницький Іван (Крилатий)
- Крилач: 1) орг.референт край. проводу ОУН на Волині; 2) Коцьолок Ярослав
- «Крим»: Радейко Микола
- Криниця: Матвієнко Андрій Якович (Крайовий Провідник СБ ОУН Карпатського краю)
- Кріс: Крисько Левко
- Кропива: 1) Процюк Василь (Кропива); 2) Василь Колтонюк (сотенний відділу 99 «Вовки-1» ВО-6 «Сян», †13.05.1946)
- Крот: Тацинець Федір
- Крук: 1) Левко Григорій; 2) Геник Костянтин; 3) Федик Богдан; 4) Климишин Іван; 5) Скасків Ярослав; 6) Іван Федорак (або Іван Федик, Командир хорунжий ТВ-16 «Серет», †07.05.1945); 7) командир сотні «Зубаті» ВО-2 «Буг»; 8) Стасик Іван (Командир 1-ї чоти сотні «Месники-1» куреня «Месники», нар. 1917 Гораєць); 9) Почигайло Ярослав; 10) курінний ВО-4 «Тютюнник»; 11) Гаврилик Петро; 12) Федорак Іван; 13) Закоштуй Ананій; 14) Яцура Теодор
- Крутіж: 1) командир ТВ-15 «Яструб», куреню «Жубри» ВО-2 «Буг»; 2) сотенний Відд. «Жубри-1» ТВ-14 «Асфальт» (†28.06.1945)
- Крутій: Курило Максим (Політвиховник сотні «Месники-2» куреня «Месники», нар. 1925 Жуків)
- «Ксеня»: Одинська Ольга
- Кубік: Зінчук Тихон
- Кузьма: 1) Охримович Василь Остапович; 2) Мельник Макар
- «Кузьменко»: Гонтар Хризанф
- Куліба: Климів Іван
- «Куліш»: Шклянка Григорій
- «Куля»: Яків Чорній
- «Кум»: Колодзінський Михайло
- «Кучер»: 1) Хімчак Василь; 2) Заборовець Федір
- «Кучма»: Козак Микола

## Л
- «Л-4»: Хімчак Василь
- «Лаврів»: Савира Олександр
- «Лаврін»: Савира Олександр
- «Лагідний»: Футала Лев
- «Лада»: 1) Ірина Козак-Савицька; 2) Ірина Козак-Коровіна
- «Лайдака»: Скуба Микита
- «Лапайдух»: Загоруйко Роман
- «Ластівка»: 1) Янківський Григорій; 2) Федір Гнатів або Богдан Вишиваний (сотенний сотні 85 «Бистриця» ТВ-23 «Магура» ВО-4 «Говерла», †1945)
- «Ле»: Василь Кук
- «Лебедин»: командир загону «Батуринський» ВО-1 «Заграва»
- «Лев»: 1) Д.Квятковський — організаційно-мобілізаційний референт Луцького надрайону; 2) командир сотні «Переяслави» ВО-2 «Буг»; 3) курінний 2-го куреню «Переяслави» ТВ-13 «Розточчя»; 4) Левчишин Іван (Польовий жандарм сотні «Месники-1», Жандарм сотні «Месники-2» куреня «Месники», нар. 1915 Верхрата); 5) Боруцький Василь
- «Левадний»: Дяків Осип Васильович
- «Левко»: 1) Хасевич Ніл Антонович; 2) Ребет Лев; 3) Шанайда Іван; 4) командир Рогатинського куреню ВО-3 «Лисоня»; 5) Головачук Степан (сотенний Відд. «Риболовці» ТВ-17 «Бережани» ВО-3 «Лисоня», †13.04.1945); 6) Матвіїв Іван (Командир ТВ-17 «Бережани»)
- «Левченко»: Волошин Ростислав
- «Легенда»: Климів Іван
- «Легінь»: Ільків Василь
- «Леміш»: Шпонтак Іван
- «Лемко»: Федорук Юрій
- «Ленок»: Ковальчук Панас
- «Лесик»: Кривень Микола
- «Леся»: Лепкалюк Ірина
- «Лесь»: 1) Гаргат Іван; 2) Кривень Микола
- «Летун»: 1) Степан Владико (сотенний сотні 81 «Летуни» ТВ-23 «Магура» ВО-4 «Говерла»); 2) Липницький Іван (командир сотні «Холодноярці ІІІ» ТВ-13 «Розточчя» ВО-2 «Буг», †12.08.1946); 3) Сенюк Василь
- «Ліда»: Ярослава Семко
- «Ливар»: командир загону ім. Богуна
- «Лилик»: Муйла Мирослав Миколайович
- «Липа»: Болюх Пилип
- «Липей»: Рачок Ілля (курінний)
- «Липкевич»: Гаргат Іван
- «Лис»: 1) Хвалібота Михайло; 2) Іван Шелева (сотенний відділу 100 «Вовки-2» ВО-6 «Сян»); 3) командир сотні «Перебийніс» ВО-2 «Буг»; 4) сотенний Відд. «Жубри-3» ТВ-14 «Асфальт»; 5) Іван Дмитрик; 6) Нічай Михайло
- «Лисай»: Шульган Мар'ян
- «Лисенко»: Ковбасюк Юхим Андрійович
- «Лисий»: 1) Тершаковець Зиновій; 2) Ребет Лев; 3) Климчак Іван
- «Лисиця»: Шостак Михайло (бунчужний сотні «Месники-1», Жандарм сотні «Месники-3» куреня «Месники», нар. 1922 Олешичі)
- «Листок»: Янковський (Командир 2-ї чоти сотні «Месники-2» куреня «Месники», нар. 1915 Новосілки)
- «Лихо»: Олексанр Кайдаш (курінний групи «Богун» ВО-2 «Богун»)
- «Лицар»: Гасин Олександр Іванович
- «Лікар»: Когут Федір
- «Лімницький»: 1) Хомів Ярослав; 2) Барановський Ярослав
- «Лірник»: Ковалюк Василь
- «Лісник»: Неверковець Андрій
- «Лісовий»: 1) Андрій Злобін (командир Куреню «Карпатський» ВО-4 «Говерла», †02(04).1945) 2) Булакевич Олексій Гаврилович
- «Лісовик»: Сидор-Шелест Василь
- «Лобода»: Мигаль Степан
- «Лоза»: Герасимович-Когут Анна Володимирівна
- «Лозан»: Габовда Михайло
- «Лопата»: Бандусяк Дмитро
- «Лопатинський»: Тимчій Володимир Іванович
- «Луговий»: Шумка Василь
- «Лука»: Козак Микола
- «Люпос»: Баран Василь Васильович
- «Лютий»: Карпенко Дмитро
- «Львівський О.»: Матла Зиновій Антонович

## М
- «М-14»: Юрій Попович (адміністратор ГОСП (05.1948 — 05.1950), провідник Сколівського районного проводу ОУН (05.1950 — 19.07.1950))
- «М-35»: Паєвська Олександра
- «Маґура»: Вацеба Григорій
- «Маєвий»: Чорний Володимир (Санітар сотні «Месники-3» куреня «Месники», нар. 1921 Тимці)
- «Мазепа»: 1) Кобець Іван; 2) Качан Роман
- «Мак»: 1) Гошовський Юліан; 2) Юрій Попович (адміністратор ГОСП (05.1948 — 05.1950), провідник Сколівського районного проводу ОУН (05.1950 — 19.07.1950))
- «Макар»: Паращук Василь
- «Макаренко»: Левицький Микола
- «Маківка»: Орися Матешук
- «Макомацький»: Різняк Роман
- «Макс»: Скорупський Максим
- «Максим»: 1) Литвинчук Іван Самійлович-«Дубовий»; 2) Булавський Василь Тихонович; 3) Чопей або Дюндін Василь (командир сотні «Полтавці» ТВ-17 «Бережани» ВО-3 «Лисоня»); 4) Микола Арсенич; 5) Кобець Іван; 6) Микитюк Михайло; 7) Вольчак Григорій Степанович
- «Максим Град»: Маговський Олександр
- «Максим Грива»: Загривний Максим
- «Максим Орлик»: Дмитро Мирон-Орлик
- «Максим Рубан»: Микола Лебідь
- «Малина»: 1) Петро Борис (сотенний сотні 86 «Журавлі» ТВ-23 «Магура» ВО-4 «Говерла», †1946); 2) Мричко Семен (Осип, Санітар сотні «Месники-3» куреня «Месники», нар. 1921 Нове Село)
- «Малиновий»: Кравчук Мар'ян (командир сотні «Дружинники ІІІ», Відд. «Непоборні» ТВ-11 «Пліснисько» ВО-2 «Буг»)
- «Мама»: Литвиненко Іван Данилович
- «Мамай»: Сало Іван
- «Манів»: 1) сотенний сотні 61 «Імені Гонти» ТВ-21 «Гуцульщина» ВО-4 «Говерла»); 2) Гавриляк Кирило
- «Мар»: Степан Ґоляш
- «Марія Дмитренко»: Світлик Богдана-Марія Юліанівна
- «Марко»: 1) Луцький Олександр Андрійович; 2) Гуляк Юліан Костянтинович; 3) Микола Лебідь; 4) Хащівський Василь; 5) Савинець Михайло
- «Марко Горянський»: Осьмак Кирило Іванович
- «Мармаш»: Климів Іван
- «Мармон»: Чайковський Данило
- «Марний»: командир сотні «Завойовники» ВО-2 «Буг»
- «Марс»: Гоцій Василь
- «Марта»: 1) Степанюк Олександр Тимофійович; 2) Чорна Ірина (вбита 29.12.1951 у селі Яроповичі разом із  «Артемом»-Малімоном Іваном Івановичем)
- «Мартин»: 1) Козьменко Дмитро; 2) Микола Костащук
- «Маруся»: Мартинець Володимир
- «Марчак»: Равлик Іван Романович
- «Марушка»: Гресько Мирослава
- «Марцигель»: Іван Дусик
- «Матвій»: Степанюк Олександр Тимофійович
- «Медвідь»: 1) Василь Кук; 2) Ковальчук Степан
- «Медея»: Чорна Марта
- «Месник»: Василь Кулинич (Бунчужний сотні «Лісовики» ВО-3 «Лисоня»)
- «Мет»: Ґоляш Григорій Іванович
- «Метелик»: Петренко (сотенний сотні «Месники-2» ТВ-27 «Бастіон» ВО-6 «Сян», сотні «Месники ІІ» ВО-2 «Буг»)
- «Мефодій»: Степанюк Олександр Тимофійович
- «Меценас»: Барабаш Григорій Іванович
- «Меч»: 1) Шніцер Олексій; 2) курінний ВО-4 «Тютюнник»
- «Мечник»: Мудрик-Мечник Степан
- «Микола»: 1) Маєвський Анатолій Васильович; 2) Микола Арсенич; 3) Хадай Дмитро
- «Микола Колтонюк»: Якимчук Микола
- «Миколенко Петро»: Савченко Микола Лаврінович
- «Мило»: Піпка Олександр (почет куреня «Месники», уродженець села Улазів)
- «Мирон»: 1) Дужий Микола; 2) Лаврів Іван; 3) Володимир Гошка; 4) Ярослав Дякон 5) Мирон-Григорій Воскрес; 6) Іванило Михайло; 7) Майданський Костянтин
- «Мирон Карівський»: Дужий Микола
- «Миронич»: Богдан Зобнів (Референт пропаганди Журавнівського надрайонного проводу ОУН)
- «Митар»: Лівий Володимир Михайлович, Клим Іван
- «Михайло»: Микола Арсенич
- «Михась»: Хомик Дмитро
- «Мікадо»: Левицький Микола
- «МММ»: Малімон Іван Іванович
- «Могила»: Сак Пантелеймон
- «Модест»: 1) Ґоляш Григорій Іванович, 2) Цмоць Костянтин; 3) Василь Коренюк; 4) Прокопишин Іван; 5) Володимир Рудий
- «Мойсей»: Федина Андрій
- «Мокрий»: Вальвиць Олекса
- «Монах»: Кізима Іван
- «Монета»: 1) командир сотні «Комарі» ВО-2 «Буг»; 2) Катерина Зарицька-Сорока
- «Мономах»: Мацелко Михайло
- «Мороз»: 1) Скасків Ярослав, 2) Негрич Дмитро; 3) сотенний Відд. «Наддніпрянці» ТВ-14 «Асфальт» (†12.1945); 4) Вацеба Григорій; 5) Николин Василь
- «Морозенко»: 1) Литвиненко Іван Данилович; 2) Юсипчук Василь; 3) Ярослав Долинка; 4) командир сотні «Юнаки» ВО-2 «Буг»; 5) Олекса Карпій (чотовий 3-ї чоти сотні «Рубачі» ВО-3 «Лисоня»), 6) Березюк Микола, 7) Щур Мирон (районний провідник Славського району); 8) Тюшка Микола
- «Морський»: 1) Каратницький Остап Іванович; 2) Гудим Ярослав (командир сотні Сокальської округи «23» ВО-2 «Буг»)
- «Моряк»: 1) Скасків Ярослав; 2) Андрій Сливка (сотенний сотні 89 «імені Вітовського» ТВ-24 «Маківка» ВО-4 «Говерла»); 3) Петро Дуда (сотенний ТВ-23 «Магура», †1948); 4) сотенний куреню «Бойки» ВО-5 «Маківка»; 5) Павло Ющенко (стрілець кур'єрської групи Проводу ОУН в Україні)
- «Моряк-Чорноморець»: Петро Дуда (сотенний сотні 83 «Круки» ТВ-23 «Магура» ВО-4 «Говерла», †1948)
- «Москва»: Литвинчук Іван Самійлович-«Дубовий»
- «Мотря»: 1) Галицька Артемізія, 2) Берковська Емілія
- «Мох»: Яремчук Василь
- «Мошко»: Янів Софія
- «Мрія»: В… Василь (командир сотні «Холодноярці І» ТВ-13 «Розточчя» ВО-2 «Буг», †29.04.1947)
- «Музика»: Твердохліб Микола
- «Мундзьо»: Сельський Роман (ОУН)
- «Мур»: 1) Цуга Андрій; 2) сотенний сотні 73 «Лебеді» ТВ-22 «Чорний ліс» ВО-4 «Говерла»; 3) Пасемко Іван (Жандарм сотні «Месники-4» куреня «Месники», нар. 1925 Заліська Воля)
- «Мурин»: Маркевич Степан (почет куреня «Месники», уродженець села Німстів)
- «Мурман»: Чайковський Данило
- «Муха»: 1) Володимирський Фотій Миколайович; 2) Зробок Михайло
- «Мушка»: Яків Чорній
- «М'яч»: Мазур Олекса (Командир 2-ї чоти сотні «Месники-2» куреня «Месники», нар. 1914 Карів)

## Н
- «Наборовський»: Павлишин Лука
- «Надя»: Якимович Надія Дмитрівна
- «Назар»: 1) Климук-Крига; 2) Горбаль Іван; 3) Савира Олександр
- «Наливайко»: командир куреня ВО-2 «Буг»)
- «Наталка»: Романів Надія
- «Наум»: 1) Дяків-Горновий Осип; 2) Суль Павло
- «Невидний»: Тодорюк Михайло
- «Невіль»: Жоломій Володимир
- «Негус»: Сергій Олеськів (сотенний ВО-2 «Богун»)
- «Недобитий»: Матвіїв Юліан Миколайович
- «Недолугий»: Рошко Федір (командир сотні «Кочовики» ВО-2 «Буг»)
- «Недоля»: 1) Трохимчук Степан; 2) Лобай Євген
- «Ненаситець»: Масло Михайло (командир окремої сотні ВО-2 «Буг»)
- «Нерв»: Штендера Євген
- «Нестор»: 1) Володимир Ярмолка (політвиховник Групи «02» ВО-2 «Богун»); 2) Заяць Михайло
- «Нечай»: 1) Лаврів Іван; 2) Фридер Михайло; 3) Йосип Приймак (сотенний сотні 65 «Чорногора» ТВ-21 «Гуцульщина» ВО-4 «Говерла», †14.02.1945); 4) сотенний відділу ТВ-27 «Бастіон»
- «Німфа»: Никифорук Микола (1941—1943 рр. обласний провідник ОУН на Холмщині, очільник самооборонної боївки, інтендант холмської сотні УПА «Вовки»);
- «Ніна»: Бабуняк Ірина
- «Новина»: Савинець Михайло
- «Нона», «Нонка»: Дзебас Ганна (вбита 29.12.1951 у селі Яроповичі разом із  «Артемом»-Малімоном Іваном Івановичем)
- «Нюра»: шеф штабу ВО «Умань»

## О
- «Оверко»: Федорків Володимир
- «Овоч»: Рак Петро
- «Одноріг»: Кобринович Володимир
- «Однорог»: Кобринович Володимир
- «О.Данський»: Чайковський Данило
- «О.Львівський»: Зиновій Матла
- «Окей»: Ляхович Євген
- «Оксана»: 1) Надія Якимович; 2) Одинська Ольга
- «Окулярний»: Володимир Тимчій
- «Олег»: 1) Якимчук Микола; 2) Оленюк Михайло; 3) Мирослав Онишкевич; 4) Думка Іван (політвиховник сотні «Вовки-3» ВО-6 «Сян»); 5) Микола Лебідь; 6) Дмитраш Іван; 7) Прошак Іван; 8) Савира Олександр;
- «Олег Ольжич»: Олег Кандиба
- «Олекса»: Федір Воробець
- «Олекса Глід»: Федір Воробець
- «Олексій»: Ковальчук Панас
- «Олесь»: 1) Комар Іван Пилипович; 2) Когуч Павло
- «Оля»: Скаб Ярослава
- «Омелько», «Омельян»: Малімон Іван Іванович
- «Омелян»: 1) Антін Шкітак; 2) Бондарчук Михайло; 3) Малімон Іван Іванович
- «Омелян Кримський»: Клячківський Дмитро
- «Онищенко»: Микола Мельник (командир з'єднання «Базар» ВО-4 «Тютюнник»)
- «Опока»: Ковалишин Михайло (командир сотні «Романовичі ІІ» ВО-2 «Буг»)
- «Органський»: Сціборський Микола
- «Орел»: 1) Вільшинський Богдан; 2) командир сотні «Ведмідь» ВО-2 «Буг»; 3) Єфрем Мовчан (політвиховник групи «Тютюнник» ВО-4 «Тютюнник»)
- «Орелюк»: Мітринга Іван
- «Орест»: 1) Мирослав Онишкевич; 2) Дубик Микола (Командир 1-ї чоти сотні «Месники-3» куреня «Месники», нар. 1920 Коровиця?); 3) Володимир Кудра; 4) Іван Кисіль 5) Чепіль Левко; 6) Хома Іван
- «Орися»: 1) Лепкалюк Ірина; 2) Паєвська Олександра
- «Оріх»: 1) Ґудзик Василь; 2) Одинець Василь (Командир 3-ї чоти сотні «Месники-4» куреня «Месники», нар. 1915 Яготин)
- «Орлан»: 1) Галаса Василь; 2) Зибачинський Орест
- «Орленко»: 1) Іван Наконечний (сотенний сотні 92 «Булава» ТВ-24 «Маківка» ВО-4 «Говерла», †03.03.1948); 2) командир сотні Львівської округи «21» ВО-2 «Буг»; 3) Володимир Шевчук (Бунчужний сотні «Рубачі» ВО-3 «Лисоня»); 4) Ярослав Зборик (Референт СБ Калуського надрайонного проводу ОУН (1947), провідник Долинського надрайонного проводу ОУН (10.1947 — 05.1950))
- «Орлик»: 1) Степан Чуйко (сотенний сотні 60 «Дністер» ТВ-21 «Гуцульщина» ВО-4 «Говерла», †15.08.1945); 2) Василь Горун (командир підрозділу ВО-3 «Турів»); 3) Стецишин Євген (Бунчужний сотні «Месники-2» куреня «Месники», нар. 1916 Лукавець); 4) Ковальчук Роман (сот. «Вовки-3» ВО-6 «Сян»); 5) Рибчин Михайло Федорович (19.7.1921, Братишів-17.8.1945, Остриня — сотник куреня «Дзвін»); 6) Гоцій Василь
- «Орлів»: Лівий Володимир
- «Орлов»: Вацеба Григорій
- «Орський»: Карванський Дмитро
- «Оршан»: Чемеринський Орест
- «Оса»: 1) Кедринський Юліан; 2) Яценко Іван
- «Осика»: 1) Коростіль Володимир; 2) Савира Олександр
- «Осип»: 1) Дутка Микола; 2) Кіт Йосип; 3) Хімчак Іван; 4) Пілан Михайло
- «Осипенко»: Дяків-Горновий Осип
- «Остап»: 1) Шпонтак Іван; 2) Качинський Сергій; 3) Польовий Омелян; 4) Осип Безпалько; 5) Осип Куць (політвиховник сотні «Буйні» ВО-3 «Лисоня»); 6) Мартин (провідник ОУН Кіровоградської області, командир відділу УПА ВО «Холодний Яр»; 7) Командир ВО «Умань» 8) Остап Качан (сотенний ВО-2 «Богун», командир куреня ВО «Умань»)
- «Острізький»: Громадюк Олексій
- «Острий»: Ждан Ярослав
- «Остюк»: Шиманський Лонгин
- «Отава»: Кирилюк Юліан
- «Ох»: Бойко Петро
- «Охало»: Охримович Василь Остапович
- «Охрим»: Охримович Степан
- «Охрім»: 1) Клячківський Дмитро; 2) Демський Олексій; 3) Оберишин Ілля
- «Очерет»: Демський Олексій
- «Очерет Данило»: Польовий Омелян
- «Очеретенко»: Гудзоватий Петро
- «Очмана»: Шевчук Дмитро

## П
- «П. Савчук»: Федун Петро
- «Павелко»: Охримович Василь Остапович
- «Павленко»: 1) Волошин Ростислав; 2) Микола Колосовський (або Козловський, командир сотні «Русичі» ВО-2 «Буг», сотенний Відділу «Витязі» ТВ-11 «Пліснисько» ВО-2 «Буг», †18.03.1946), 3) Козьменко Дмитро Юрійович
- «Павло»: 1) Турковський Василь Петрович; 2) Когуч Павло; 3) Микола Мельник (командир з'єднання «Базар» ВО-4 «Тютюнник»); 4) Тодорюк Михайло; 5) Лисий Яків; 6) Кононович Федір
- «Павук»: 1) Фединський Василь; 2) Салата Микола
- «Палій»: 1) Семен Матійко (сотенний сотні 60 «Дністер» та Відд. 66 «Трембіта» ТВ-21 «Гуцульщина» ВО-4 «Говерла», †1948); 2) Ханас Степан; 3) Павельський Михайло (бунчужний сотні «Вовки-3» ВО-6 «Сян»); 4) Василь Коренюк; 5) Левчук Макар (провідник ОУН Локачинського (Затурцівського) району Волинської області)
- «Павлюк»: Юрій Попович (адміністратор ГОСП (05.1948 — 05.1950), провідник Сколівського районного проводу ОУН (05.1950 — 19.07.1950))
- «Панас»: 1) Тичинський Богдан Михайлович; 2) Сементух Василь; 3) Пасічник Йосип Васильович
- «Панас Мосур»: Клячківський Дмитро
- «Пантера»: Василяшко Василь Ількович
- «Папа»: Качан Роман
- «Партизан»: Пленюк Микола
- «Пас»: Сенчишак Ілько
- «Пастер»: Зеленюк Олексій (хірург в УПА)
- «Пащенко»: Гречан Іван
- «Пень»: Пушкар Микола (Командир 1-ї чоти сотні «Месники-2» куреня «Месники», нар. 1905 Вербиця)
- «Перебийніс»: 1) Грицай Дмитро; 2) Данилюк Назарій Степанович
- «Перемога»: Василяшко Василь Ількович
- «Петренко»: 1) сотенний сотні «Месники-2» ВО-6 «Сян»; 2) Явір Самійло (командир сотні Львівської округи «21», сотні «Переяслави ІІ» ТВ-13 «Розточчя» ВО-2 «Буг»); 3) командир сотні «Переяслави» Львівського ТВ «5» ВО-2 «Буг»
- «Петро»: 1) Ковальчук Панас; 2) Твердохліб Микола; 3) Козак Микола; 4) Лащук Іван Лук'янович; 5) Сулятицький Мирослав Володимирович; 6) Пасічний Петро; 7) Михайло Черешньовський
- «Петро Миколенко»: Савченко Микола Лаврінович
- «Петро Оріх»: Максимів Іван Андрійович
- «Петро Степанченко»: Єфрем Мовчан (політвиховник групи «Тютюнник» ВО-4 «Тютюнник»)
- «Петро Чорний»: Барабаш Григорій Іванович
- «Петрович»: Турковський Василь Петрович
- «П'єр»: Федорів Петро
- «Пилип»: Охримович Василь Остапович
- «Пиріг»: Дзюрак Дмитро Васильович
- «Підгірський»: Костянтин Приймак (сотенний сотні 61 «Імені Гонти», 63 «Березівська» ТВ-21 «Гуцульщина» ВО-4 «Говерла», †03.1947)
- «Підкова»: 1) Щирба Василь; 2) Сітка Олексій
- «Пік»: Павлик Володимир
- «Піп»: Дмитро Мирон-Орлик
- «Пісковий»: командир окремої сотні ВО-2 «Буг»
- «Пісня»: командир «Чорна сотня» ВО-2 «Буг»
- «Пластун»: 1) Шевчук Василь (священик); 2) Закоштуй Ананій
- «Плоховський»: Гошовський Юліан
- «Побратим»: командир сотні Сокальської округи «23» ВО-2 «Буг»
- «Полин»: 1) Мітринга Іван; 2) Золотун Володимир
- «Політик»: Заборовець Федір
- «Полтава»: Федун-Полтава Петро
- «Поль»: Польовий Федір
- «Польовий»: Заборовець Федір
- «Помста»: Гошовський Микола
- «Потіха» Білевич Йосип Михайлович[2] , референт пропаганди Богородчанського районного проводу ОУН
- «Придан»: Пришлякевич Богдан
- «Прикрий»: Альфавіцький Іван
- «Причепа»: Катамай Микола
- «Прірва»: Штендера Євген
- «Пробій»: Когуч Павло
- «Прокіп»: Неверковець Андрій
- «Професор»: 1) Гонтар Хризанф; 2) Когут Федір
- «Прохор»: Степанюк Олександр Тимофійович
- «Прут»: Вацик Павло Іванович
- «Птах»: Галаса Михайло Іванович
- «Пташка»: Затовканюк Сильвестр
- «Пугач»: 1) Пап Степан; 2) Огородницький Іван (командир сотні «ім. Перуна» ВО-2 «Буг»); 3) Володимир Качор (командир сотні Лемківського загону ТВ-26 «Лемко»)
- «Пуд»: Піддубчишин Василь ((Бунчужний сотні «Месники-2» куреня «Месники», нар. 1913 Карів)
- «Пухир»: Турковський Василь Петрович
- «Пчола»: Малімон Іван Іванович

## Р
- «Р-5»: Оберишин Ілля
- «Р-20»: Харук Микола
- «Райгородський»: Микола Вікул
- «Рамзес»: Матвієйко Мирон
- «Ревай»: сотенний сотні 84 «Рисі» ТВ-23 «Магура» ВО-4 «Говерла», †21.02.1947
- «Регент»: Павлишин Лука
- «Рен»: 1) Мізерний Василь; 2) командир сотні «Холодноярці» ТВ-17 «Бережани» ВО-3 «Лисоня»
- «Рен Євген»: Побігущий Євген
- «Реня»: Віра Філяк
- «Риба»: 1) Фіцак Андрій (старший булавний ТВ-15 «Яструб», †23.07.1946); 2) Хадай Дмитро
- «Рибак»: Качорівський Роман Антонович
- «Рибалка»: 1) Хасевич Ніл Антонович; 2) Хомик Дмитро
- «Різун»: Андрусяк Василь
- «Різьбар»: Андрусяк Василь
- «Річка»: Ольга Киселюк (Юсипчук) (референт пропаганди, господарча Косівського районного проводу ОУН)
- «Роберт»: 1) Мирон-Орлик Дмитро; 2) Мельник Ярослав Миколайович
- «Рова»: Олександр Степчук (курінний групи «Богун» ВО-2 «Богун»)
- «Рокош»: Сціборський Микола
- «Роман»: 1) Клячківський Дмитро; 2) Грицак Осип Теодорович; 3) Голояд Мирон Григорович; 4) Гробельський Роман; 5) Олійник Петро Федорович; 6) сотенний сотні 91 «Басейн» ТВ-24 «Маківка» ВО-4 «Говерла»; 7) командир Рогатинського куреню ВО-3 «Лисоня»; 8) Крупа Іван (командир сотні «Гайдамаки І» ВО-2 «Буг»); 9) Кривенюк Володимир (сотенний Відд. «Лісовики» ТВ-17 «Бережани») 10) Володимир Кудра; 11) Тимошик Клим Миколайович (провідник ОУН Камінь-Каширського району Волинської області); 12) Фрайт Володимир; 13) Лівий Володимир; 14) Хомик Дмитро
- «Роман Заревич»: Федик Ярослав
- «Роман Кедр»: Шкамбара Осип Михайло Петрович
- «Роман Лозовський»: Шухевич Роман Осипович
- «Роман Ольгович»: Чайковський Роман
- «Ромб»: 1) Максимів Іван Андрійович; 2) Зінчук Тихон
- «Ромко»: 1) Роман Мончаківський (командир Куреню «Загроза» ВО-4 «Говерла», †16.06.1945); 2) сотенний Відд. 91 «Басейн» ВО-5 «Маківка»; 3) сотенний Відд. «Тигри» ТВ-12 «Климів»; 4) Ярема Дмитро; 5) Демчук Ілля; 6) Борецький Роман; 7) Лобай Володимир; 8) Хомик Дмитро
- «Рос»: Івахів Василь
- «Роса»: Ваврук Василь
- «Ростислав»: Онуфрій Наконечний (сотенний Відд. «Чорноморці» ТВ-18 «Стрипа» ВО-3 «Лисоня»)
- «Ростислав Вишитий»: Сидор-Шелест Василь
- «Рубайгада»: Позичанюк Йосип Іванович
- «Рубан»: Інтендант сотні «Холодноярці» ВО-3 «Лисоня»
- «Рубань»: Хащівський Василь
- «Рубач»: Щикульський Іван
- «Рубаш»: Коваль Степан Йосипович
- «Рубашенко» (Рубащенко): Коваль Степан Йосипович
- «Рудий»: Стельмащук Юрій
- «Ружа»: Попович Ганна
- «Русалка»: Гнатюк Любов
- «Руслан»: Кузь Володимир
- «Р. Бурлака»: Володимир Кудра

## С
- «С-99/1»: Лівий Володимир Михайлович
- «Саблюк»: Остап Качан
- «Савур»:

1. Клячківський Дмитро;
2. Мочурад Михайло Андрійович.

- «Савченко, Андрій Савченко»: Шукатка Андрій Андрійович
- «Савчук П.»: Федун-Полтава Петро
- «Сагайдачний»:

1. сотенний сотні 79 «Бистрі» ТВ-22 «Чорний ліс» ВО-4 «Говерла»;
2. Боднар Роман.

- «Сак»: Федина Андрій
- «Саків»: Федина Андрій
- «Сакко»: Коссак-Тарнавський Зенон
- «Саковський»: Федина Андрій
- «Сакра»: Липницький Іван (командир сотні «Холодноярці III» ТВ-13 «Розточчя» ВО-2 «Буг», пом. 12.08.1946)
- «Самчук»: Кузь Володимир Юрійович
- «Санчо»: Радкевич Петро (командир сотні «Леви І» ВО-2 «Буг»)
- «Санько»:

1. Малімон Іван Іванович;
2. Степанюк Олександр Тимофійович.

- «Сапер»: Коржак Михайло Миколайович
- «Сафрон»: Яцків Богдан Васильович
- «Свєнціцький»: Дмитро Мирон-Орлик
- «Світла»: Світлик Богдана-Марія Юліанівна
- «Свобода»: 1) Карачевський Осип; 2) командир сотні «Дружинники І» ТВ-11 «Пліснисько» ВО-2 «Буг»
- «Святослав Вовк»: Матла Зиновій Антонович
- «Святославович»: Володимир Рудаков (Шеф військового штабу ВО-1 «Заграва»)
- «Север»: Федун-Полтава Петро
- «Северко»: Габрусевич Іван
- «Семен»:

1. Роман Сельський;
2. Дякон Ярослав Андрійович;
3. Гонтар Хризанф;
4. Ковжук Яків Іванович;
5. Іванило Михайло Іванович.

- «Семенів»: Соколюк Зиновій
- «Сергій»:

1. Олійник Петро Федорович;
2. Захарук Іван Танасійович.

- «Сергій Іванович Василів»: Гнатів Михайло
- «Сергій Орелюк»: Мітринга Іван
- «Сергій Хортиця»: Козак Микола
- «Середний»: Євген (або Степан, пом. 21.09.1946) Музичка (сотенний сотні 81 «Летуни» ТВ-23 «Магура» ВО-4 «Говерла»)
- «Сивий»:

1. Панас Василь Тимкович;
2. Ковжук Яків Іванович.

- «Сила»: Сак Пантелеймон
- «Синій»: Старух Ярослав
- «Ситий»: Приходько Адам (підрайонний референт СБ ОУН Млинівського (Острожецького) району Рівненської області)
- «Сич»:

1. Сушко Роман Кирилович;
2. Кульчицький Іван (сотенний відд. «Чорноморці» ТВ-18 «Стрипа», пом. 06.1945).

- «Сівач»: Кобринович Володимир
- «Сівко»: Снятецький Семен
- «Сійко»: Снятецький Семен
- «Сірий»:

1. Кулик-«Сірий» Іван;
2. Куровицький Адам Григорович;
3. Захарук Іван Танасійович;
4. Пасічник Йосип Васильович.

- «Сірко»:

1. Снядецький Семен;
2. Клочник Петро (Лікар сотні «Месники-3», «Месники-4» куреня «Месники», нар. 1900 Краковець);
3. Жовтянський Олексій Пелагійович (з 1947 року провідник ОУН Олицького району Волинської області);

- «Сіроманець»: Макар Василь Львович
- «Січовик»: командир «Львівської сотні» ВО-2 «Буг»
- «Скакун»: Шевчук Дмитро Несторович
- «Скала»:

1. Шкамбара Осип Михайло Петрович;
2. командир сотні «Пролом» ТВ-12 «Климів» ВО-2 «Буг» (†19.10.1944);
3. Горечий Володимир (інтендант сотні «Залізняка», Бунчужний сотні «Месники-3» куреня «Месники», нар. 1916 Рава-Руська);
4. Кононович Федір Григорович.

- «Скалюк»: Галів Тимофій Миколайович
- «Скиба»: Іван Павлюк (сотенний сотні 68 «імені Симона Петлюри» ТВ-21 «Гуцульщина» ВО-4 «Говерла», пом. 02.08.1945)
- «Скрегулець»: Іванишин Ярослав
- «Скритий»: Сенюк Михайло Григорович (провідник Букачівського районного Проводу ОУН)
- «Скрипаль»: Варм Шая Давидович
- «Скуба»: Гах Дмитро
- «Славко»:

1. Мельничук Василь Андрійович;
2. Боднар Степан (Політвиховник сотні «Месники-1» куреня «Месники», нар. 1925 Грушовичі);
3. Федик Ярослав;
4. Дубина Василь Прокопович;
5. Качан Роман Атаназійович;
6. Когуч Павло Михайлович.

- «Славута»:

1. Левицький Микола;
2. Рак Анатолій Васильович.

- «Славцьо»: Федик Ярослав
- «Сліпий»: Лобай Володимир Григорович
- «Смерека»: Янів Софія
- «Смирний»: командир сотні «Переяслави ІІІ» ТВ-13 «Розточчя» ВО-2 «Буг»
- «Смок»:

1. Федина Андрій;
2. Козак Микола.

- «Сніг»:

1. Тимчій Володимир Іванович;
2. Бунчужний сотні «Месники-4» куреня «Месники», нар. 1918 Лешно (Медика) Поздяч

- «Снігур»: Головач Михайло (Командир 3-ї чоти сотні «Месники-4» куреня «Месники», нар. 1920 Лази)
- «Сокіл»:

1. Василь Савчак-«Сталь»;
2. Петер Костянтин Кирилович;
3. Корж Микола Іванович;
4. Кобилинець Іван;
5. Ярослав Стецький (чотовий 2-ї чоти сотні «Холодноярці» ВО-3 «Лисоня»);
6. Саляк Юліян;
7. Варм Шая.

- «Соловій»:

1. Мензак Іван Миколайович;
2. Дутка Микола.

- «Сом»: Івахів Василь
- «Сонар»: Івахів Василь
- «Сосенко»: Антонюк Порфир
- «Софрон»: Яцків Богдан Васильович
- «Спартак»: Гошовський Микола
- «Спартан»:

1. Москалюк Михайло;
2. Сулятицький Мирослав Володимирович

- «Спец»: Новицький Степан Михайлович
- «Ст-5»: Фрайт Володимир Васильович
- «Став»: Бохонко Григорій
- «Сталевий»: Пирко Степан-Василь (почет куреня «Месники», уродженець села Лівча)
- «Сталь»: Василь Савчак-«Сталь»
- «Стальний»: Семенюк Никон Юхимович
- «Стар»: Ребет Лев
- «Старий»:

1. Хамчук Петро Михайлович;
2. Хасевич Ніл Антонович;
3. Маєвський Анатолій Васильович;
4. Котик Семен Панасович;
5. Володимир Кудра;
6. Цісик Олег Омелянович;
7. Гонтар Хризанф;
8. Ковжук Яків Іванович;
9. Ковальчук Панас.

- «Старик»: Гошовський Микола
- «Стах»: сотенний Відд. 95б «Ударники-8» ТВ-26 «Лемко» ВО-6 «Сян» (†12.12.1948)
- «Стемид»: Бондарчук Михайло Васильович
- «Степ»:

1. Новицький Степан Михайлович;
2. Тилявський Мирослав (бунчужний сотні «Месники-1» куреня «Месники», нар. 1917 Любачів);
3. Коростіль Володимир Євстахійович.

- «Степан»:

1. Охримович Степан;
2. Шухевич Роман Осипович;
3. Тодорюк Михайло Дмитрович;
4. Прокопів Богдан Семенович;
5. Мирослав Кіндзірський;
6. Закоштуй Ананій.

- «Степанівна»: Гросберг-Наконечна Ольга Северинівна
- «Степанович»: командир ВО-3 «Лисоня» (можливо це Шанайда Іван)
- «Степовий»:

1. Тарасенко (командир Куреню «Перемога» ВО-4 «Говерла», †17.01.1945);
2. Тилявський Мирослав (бунчужний сотні «Месники-1» куреня «Месники», нар. 1917 Любачів).

- «Стецько»: Оберишин Ілля Степанович
- «Стобар»: Андрієвський Дмитро Юрійович
- «Стожар»: Позичанюк Йосип Іванович
- «Сторчан»:

1. Лис Іван Миколайович;
2. Олександр Степчук (курінний групи «Богун» ВО-2 «Богун»).

- «Стояр»: Старух Ярослав
- «Стрибожич»: командир окремої сотні «Журби», Відд. «Жубри-1» ТВ-14 «Асфальт» ВО-2 «Буг»
- «Стріла»: Зробок Михайло
- «Стрийський»: Якубовський Володимир
- «Стрілець»: Цмоць Костянтин
- «Стрункий»: Ваврук Василь
- «Стяг»: Старух Ярослав
- «Субота»: Микитюк Михайло
- «Суворов»: Лівий Володимир Михайлович
- «Сук»: Гасин Олександр Іванович
- «Сулима»: Вацеба Григорій Васильович
- «Сумний»: Білинський Ярослав Михайлович
- «Суп»: Гринів Володимир Іванович
- «Сурма»:

1. Антонович Мирослава;
2. Бабик Дмитро (Командир 3-ї чоти сотні «Месники-2» куреня «Месники», нар. 1916 Монастир).

- «Сурмач»: Бабик Дмитро (Командир 3-ї чоти сотні «Месники-2» куреня «Месники», нар. 1916 Монастир)
- «Суслик»: Сидор Микола (Командир 2-ї чоти сотні «Месники-2» куреня «Месники», нар. 1921 Рава-Руська)
- «Сухий»:

1. Коцьолок Ярослав;
2. Вольчак Григорій Степанович.

- «Сян»: сотенний відд. «Переяслави-3» ТВ-13 «Розточчя» (пом. 23.08.1945)

## Т
- «Тамара»: Ярослава Семко
- «Тарас»: 1) Ковжук Яків; 2) Заяць Михайло; 3) Дмитро Маївський; 4) Гаргат Іван
- «Тарас Бульба»: Григорій Ґоляш
- «Тараско»: Ступка Василь
- «Тарас Чупринка»: Роман Шухевич
- «Тарнавський»: Зенон Коссак-Тарнавський
- «Ташкент»: командир Узбецького куреню ВО-1 «Заграва»
- «Тетеря»: Степанюк Олександр Тимофійович
- «Тетяна»: Черешньовська Анна
- «Технік»: Малімон Іван Іванович
- «Тигр»: 1) Роман Гуда (командир сотні «Дружинники І» ТВ-11 «Пліснисько» ВО-2 «Буг»); 2) командир куреню «Жубри» ВО-2 «Буг»
- «Тиміш»: 1) Саляк Юліян; 2) Гоцій Василь; 3) Семенюк Никон; 4) Мурашко Євген
- «Тирса»: Романів Надія
- «Титар»: 1) Василь Бей; 2) Николишин Володимир
- «Тихий»: Іван Тимець (Лікар сотні «Месники-2» куреня «Месники», нар. 1920 Гораєць)
- «Тихон»: Степанюк Олександр Тимофійович
- «Тісо»: Хадай Дмитро
- «Ткач»: 1) командир сотні «Остріжського» куреню ВО-2 «Буг»; 2) командир 3-ї бриґади «Холмська», «ім. Мазепи» Західна ВО «Завихост»
- «Ткаченко-Стир»: Михайло Цимбалко (командир куреню «Романовичі» ВО-2 «Буг»)
- «Токар»: Юліан Гуляк
- «Том»: Олександр Пашкевич
- «Тома»: Степан Янішевський
- «Триліс»: Микола Гіль (командир окремої сотні Золочівської округи «22» ВО-2 «Буг»)
- «Троян»: Зацний Лев
- «Трясило»: Бобанич Михайло
- «Тур»: 1) Михайло Борисюк (сотенний сотні 80 «Гуцули» ТВ-22 «Чорний ліс» ВО-4 «Говерла»); 2) Роман Шухевич
- «Туратті»: Мартинець Володимир
- «Турист»: Левицький Михайло
- «Турчин»: Євген Врецьона
- «Туча»: Тарабан Микола
- «Туча С.»: Тарабан Микола
- «Тютюнник»: Марійчин Андрій
- «ТМР»: Володимир Кудра

## У
- «Угринович»: 1) командир ТВ-12 «Климів» ВО-2 «Буг»; 2) старший булавний, курінний, командир ТВ-13 «Розточчя» (†06.1945)
- «Ударник»: 1) Яків Чорній; 2) командир куреню Сокальської округи «23» ВО-2 «Буг»
- «Узбек»: Василь Павлонюк
- «Улас»: 1) Бей Василь Іванович; 2) Когут Федір
- «Уляна»: 1) Гресько Мирослава; 2) Водоставська Надія
- «Умань»: Ухань Михайло
- «Усатовський»: Бондарчук Михайло
- «Усміх»: Матвієйко Мирон
- «Устим»: 1) Позичанюк Йосип Іванович; 2) Веремко Федір Володимирович (надрайонний провідник у Дубровицькому районі на Рівненщині); 3) Бондарчук Михайло

## Ф
- «Федір»: 1) Тершаковець Зиновій; 2) Лобай Володимир
- «Філософ»: Охримович Василь Остапович
- «Фіфак»: сотенний Відд. «Перебийніс» ТВ-12 «Климів» (†27.10.1944)
- «Франц»: Чучкевич Остап
- «Франц Свобода»: Чучкевич Остап

## Х
- «Ханенко»: Римик Богдан
- «Хвиля»: охоронець Крайового Провідника СБ ОУН Карпатського краю Андрія Матвієнка
- «Хижак»: Васейко Іван Тимофійович (провідник ОУН Любомльського району (Головнянського) Волинської області)
- «Хмара»: 1) Мельник-«Хмара» Петро; 2) Білінчук Дмитро Дмитрович; 3) Харків Віктор; 4) Рак Анатолій Васильович; 5) Олександр Калиновський (курінний групи «Богун» ВО-2 «Богун»); 6) Гречан Іван; 7) Лепкалюк Ірина; 8) Прокопів Богдан
- «Хмель»: 1) Фрасуляк Степан; 2) Шкамбара Осип Михайло Петрович; 3) Микола Скринчук або Скрульчук, Курульчук (сотенний ТВ-18 «Стрипа» ВО-3 «Лисоня»); 4) Николин Василь
- «Хмельницький»: Литвинчук Іван Самійлович-«Дубовий»
- «Хмельниченко»: Гречан Іван
- «Хміль»: 1) Криса Петро (Політвиховник сотні «Месники-4» куреня «Месники», нар. 1922 Піддубці); 2) Радейко Микола
- «Хозар»: Грицина Михайло
- «Хома»: 1) сотенний відділу ТВ-27 «Бастіон» ВО-6 «Сян»; 2) командир сотні «Остріжського» куреню ВО-2 «Буг»; 3) Грушевець Григорій; 4) Неверковець Андрій
- «Хорт»: Закоштуй Ананій
- «Хрін»: 1) Стебельський Степан; 2) Недзвецький Микола
- «Христя»: 1) Герасимович-Когут Ганна Володимирівна; 2) Королюк Віра Василівна (керівник технічної ланки Ковельського окружного проводу ОУН Волинської області)
- «Худ»: Хіта Іван (Командир 1-ї чоти сотні «Месники-3» куреня «Месники», нар. 1910 Футори)
- «Хут»: Хіта Іван (Командир 1-ї чоти сотні «Месники-3» куреня «Месники», нар. 1910 Футори)

## Ц
- «Циган»: 1) Ярослав Карпинець; 2) Федір Децько (сотенний сотні 65 «Чорногора» ТВ-21 «Гуцульщина» ВО-4 «Говерла», †04.04.1946); 3) Кононович Федір

## Ч
- Чабан: Іван Скульський (сотенний сотні 64 «Черемош» ТВ-21 «Гуцульщина» ВО-4 «Говерла», †18.01.1947)
- «Чавс»: Краль Василь
- «Чавун»: Чайківський Роман
- Чагрів: Тершаковець Зиновій
- Чад: Ксенофонт Волошин (політвиховник сотні «Холодноярці» ВО-3 «Лисоня», †12.03.1945)
- Чайка: 1) Триняк Петро; 2) Войцешко Дмитро Олексійович; 3) Михайло Пайкуш (чотовий 2-ї чоти сотні «Бурлаки» ВО-3 «Лисоня»); 4) Николишин Володимир
- Чайчук: Грицина Михайло
- «Чародій»: Щикульський Іван
- Чепіга: Волошин Ростислав
- Червень: Тершаковець Зиновій
- «Чередниченко»: Гречан Іван
- Черемош: командир сотні «Пролом» Сокальської округи «23» ВО-2 «Буг» (†14.12.1944)
- «Черешня»: Суль Павло
- «Чернець»: 1) Пришляк Євген Степанович; 2) Шухевич Роман Осипович; 3) Кізима Іван
- Черник: 1) Казван Дмитро; 2) Лукасевич Мар'ян; 3) Марушак Михайло (сотенний відділу ТВ-27 «Бастіон» ВО-6 «Сян»); 4) сотенний сотні 85 «Бистриця» ТВ-23 «Магура» ВО-4 «Говерла»; 5) Свистун Іван (командир сотні «Пролом» ТВ-12 «Климів» ВО-2 «Буг», †08.07.1946); 6) шеф штабу ВО-4 «Тютюнник»; 7) Макар Василь Львович 8) Колісник Петро; 9) Маслюк Йосип
- Черняк: Шкамбара Осип Михайло Петрович
- «Чех»: Кирилюк Юліан
- Чигирин: Тершаковець Зиновій
- Чмелик: сотенний сотні 66 «Трембіта» ТВ-21 «Гуцульщина» ВО-4 «Говерла»
- Чорненко: командир з'єднання «Крути» ВО-4 «Тютюнник»
- «Чорний»: 1) Андрусяк Василь; 2) Матла Зиновій Антонович; 3) Барабаш Григорій Іванович; 4) Гнатів Михайло; 5) Рудак Данило; 6) Шепета Василь; 7) Семчишин Іван ? (сотенний Відд. «Бурлаки», командир ТВ-16 «Серет»??); 8) Чепіль Левко; 9) Романець Нестор; 10) Качан Роман; 11) Гоцій Василь; 12) Кухарук Олександр Панасович (провідник ОУН Оваднівського району Волинської області); 13) Пасічний Петро; 14) Богдан Сергій
- Чорнобіль: Галів Тимофій Миколайович
- Чорногора: 1) Карпій Михайло (командир сотні «Леви ІІ» ВО-2 «Буг»)); 2) Скляновський-Гордієнко Іван (курінний куреню «Гайдамаки» ТВ-21 «Гуцульщина», †21.09.1949)
- Чорноморець: 1) Басюк Євген Михайлович; 2) Петро Дуда (сотенний ТВ-23 «Магура», †1948); 3) Микитюк Михайло
- Чорнота: 1) Чав'як Володимир; 2) Гасин Олександр Іванович; 3) Пришляк Євген Степанович; 4) Дзюбенко Володимир Васильович; 5) Ярослав Курилас (бунчужний сотні «Холодноярці» ВО-3 «Лисоня»); 6) сотенний Відд. «Холодноярці-2» ТВ-13 «Розточчя» (†25.12.1945); 7) Міськов Микола; 8) Найдич Дмитро
- Чорняк: сотенний Відд. 91 «Басейн» ВО-5 «Маківка» (†04.05.1949)
- «Чорт»: Стадник Андрій
- «Чубенко»: Позичанюк Йосип Іванович
- Чубчик: Кедюлич Іван
- «Чугайстер»: Лютий Ілярій
- Чужий: Охримович Василь Остапович
- Чумак: 1) Мельничук Василь Андрійович; 2) Борець Юрій
- Чух: Шухевич Роман Осипович
- Чучкевич: Медвідь Михайло

## Ш
- «Шаблюк»: Позичанюк Йосип Іванович
- Шабля: Мулик Петро
- Шавула: Рудик Адам Микитович
- Шагай: Євстахевич (Політвиховник сотні «Месники-1» куреня «Месники», нар. 1927 Олешичі)
- Шакал: Рудик Адам Микитович
- Шаула: Рудик Адам Микитович
- Шаркан: Качан Остап
- Шахтар: Бусел Яків Григорович
- «Шварний»: Тхір Микола
- «Шварно»: Найдич Дмитро
- Шварц: 1) Філь Іван (Бунчужний, Політвиховник сотні «Месники-3» куреня «Месники», нар. 1925 Жуків); 2) Самчук Зиновій
- Шейк: Лопатинський Юрій
- Шелест: 1) Тураш Мирослав Володимирович; 2) Гіммельрайх Кость; 3) Сидор-Шелест Василь; 4) Комар Іван Пилипович
- Шеремета: Філь Іван (Бунчужний, Політвиховник сотні «Месники-3» куреня «Месники», нар. 1925 Жуків)
- «Шило»: Качан Роман
- «Шістка»: Гаврилик Петро
- Шолом: Ґоляш Григорій Іванович
- Шпак: 1) Начальником штабу УПА-Захід-Карпати; 2) Царик Степан (бунчужний сотні «Вовки-2» ВО-6 «Сян»)
- «Шпиль»: Іван Романечко
- «Шрам»: 1) Гуляк Юліан Костянтинович; 2) Фединський Василь; 3) Шукатка Андрій; 4) Бурдин Степан
- Штаєр: Корінець Дмитро
- Штиль: Лобай Євген
- Шугай: 1) Котельницький Григорій; 2) Євстахевич (Політвиховник сотні «Месники-1» куреня «Месники», нар. 1927 Олешичі); 3) Позичанюк Йосип Іванович; 4) Коржак Михайло; 5) Іван Бойчук (народився в с. Мединя)
- «Шувар»: Демський Олексій
- Шум: Шиманський Іван
- Шумський: Рошко Юрій (командир сотні «Кочовики», сотні «Перебийніс» ТВ-12 «Климів» ВО-2 «Буг», 08.1945)

## Щ
- «Щербак Архип»: Василь Хома
- «Щербак Василь»: Василь Хома
- «Щупак»: 1) Сергій Качинський, 2) Микола Якимчук
- «Щур»: Ярема Дмитро

## Ю
- «Ю-2/22»: Трач Богдан
- «Юзик»: Карачевський Осип
- «Юнак»: Яценко Іван
- «Юра»: 1) Цмоць Костянтин; 2) Трач Богдан
- «Юрась»: Майданський Костянтин
- «Юрій»: 1) Коваль Степан Йосипович; 2) Янішевський Степан Павлович
- «Юрко»: 1) Коваль Степан Йосипович; 2) Ґаба Павло Михайлович; 3) Юрцуняк Михайло; 4) Василь Боцвінчук (сотенний сотні 63 «Березівська» ТВ-21 «Гуцульщина» ВО-4 «Говерла»); 5) Юрій Чуйковський (курінний групи «Богун», командир Дубненського надрайону ВО-2 «Богун»); 6) Яків Яківлів (командир з'єднання «Хмельницький» ВО-4 «Тютюнник»); 7) Бондач Іван; 8) Сенчишак Ілько; 9) Качан Роман; 10) Стурко Юліан; 11) Сінчук Лукаш Демидович (провідник ОУН Любомльського (Головнянського) району Волинської області); 12) Шевчук Михайло
- «Юрко Леміш»: Василь Кук
- «Юрченко»: Левочко Василь (командир куреню «Гайдамаки» ВО-2 «Буг»)

## Я
- Явір:

1. Онищак Дмитро Васильович;
2. Паньків Іван Микитович;
3. Петраш Михайло;
4. Польовий Омелян.

- Яворенко: Яворів Григорій Петрович
- Ягода: Лукасевич Мар'ян Прокопович
- Яр:

1. Кучер Михайло (сотенний Відд. 96а «Ударники-6» ТВ-26 «Лемко» ВО-6 «Сян»);
2. сотенний Відд. «Жубри-1» ТВ-14 «Асфальт»
3. Ярмола Василь (Командир 3-ї чоти сотні «Залізняка», 1-ї чоти сотні «Месники-1» куреня «Месники», сотенний сотні Месники-4, згодом Вовки-1, нар. 1914 Вербиця — пом. 08.1947).

- Ярбей: Свистун Микола
- Ярема:

1. Линда Остап;
2. командир окремої сотні Равської округи «24» ВО-2 «Буг»;
3. Майструк Осип (чотовий сотні «Вовки» ВО-6 «Сян»);
4. Пришляк Євген Степанович;
5. Семенюк Никон Юхимович;
6. Церенюк Іван Іванович.

- «Ярий»:

1. Іван Романечко
2. Савира Олександр Феодосійович;
3. Сементух Василь Антонович;
4. Ханас Степан (нар. 1912, Башня Долішня) — політвиховник сотні «Месники-3» куреня «Месники».

- Ярич: сотенний Відд. 94 «Ударники-1» ВО-6 «Сян» (02.04.1945—15.04.1945)
- Ярлан: Старух Ярослав
- Яровенко: начальник штабу ВО «Турів» після загибелі «Голубенка» (пом. 10-11.1944)
- Яровий: Степан Ханас (писар куреня «Месники»)
- «Ярок»: Калинюк Дмитро
- Ярополк: Микола Лебідь
- Ярослав:

1. Лисий Яків;
2. Юрчук Степан (бунчужний сотні «Вовки-1» ВО-6 «Сян»).

- «Ярош»: Савира Олександр Феодосійович
- Ясен: Свистун Микола
- Ясмін: Верещинський Володимир
- Ясна: Світлик Богдана-Марія Юліанівна
- Яструб:

1. Вільшинський Богдан;
2. Жоломій Володимир Степанович;
3. Кальба Мирослав;
4. Дмитро Карпенко;
5. Москалюк Онуфрій Ількович;
6. Сидорук Олекса (сотенний відділу 99 «Вовки-1» ВО-6 «Сян», ВО-2 «Буг», пом. 03.04.1945).

- «Яшків»: Ковальчук Панас
- «Яшкін»: Ковальчук Панас
- «Яшко»: Ковальчук Панас